# Monóptero

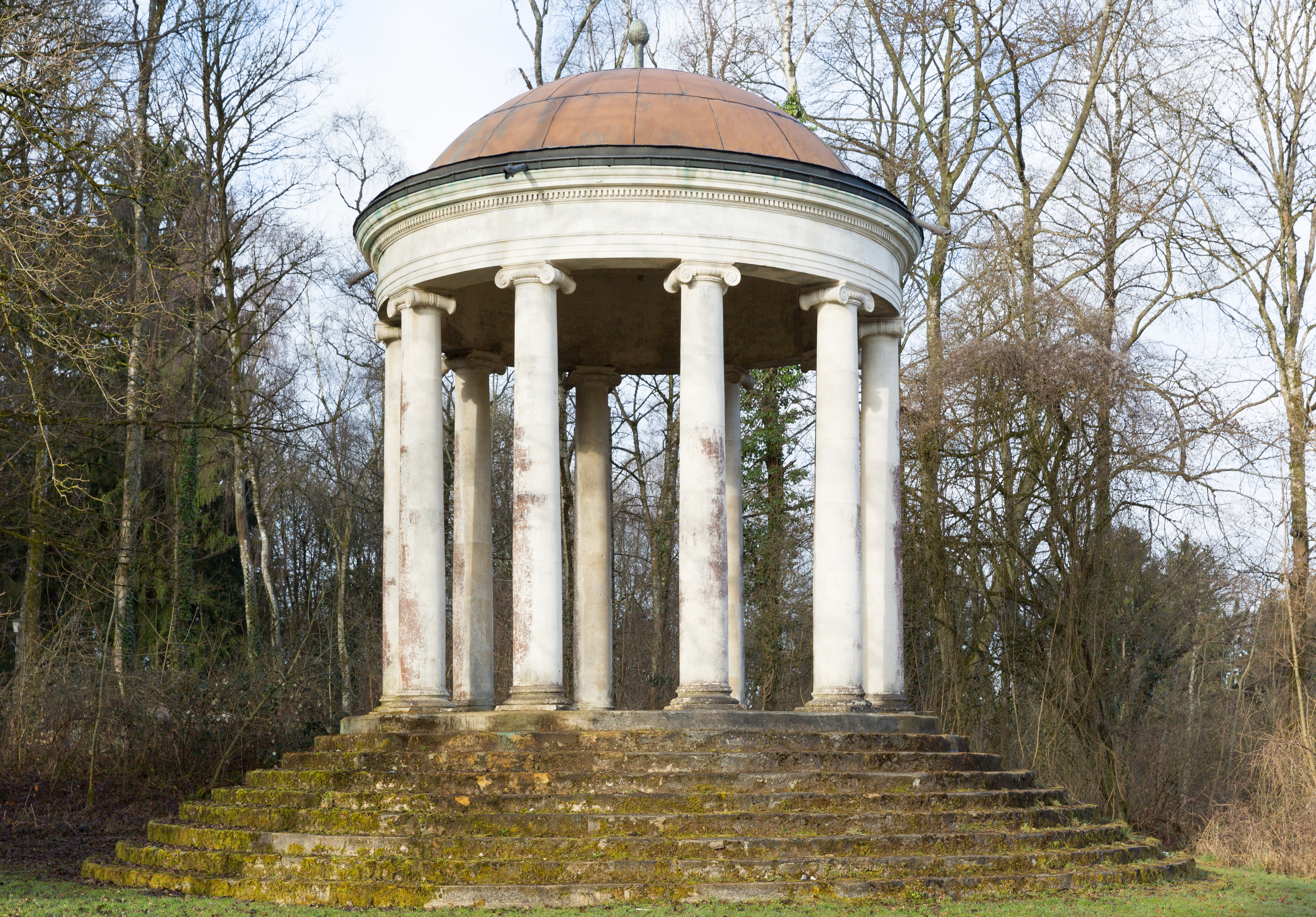
Monóptero en Esch-sur-Alzette, Luxemburgo.

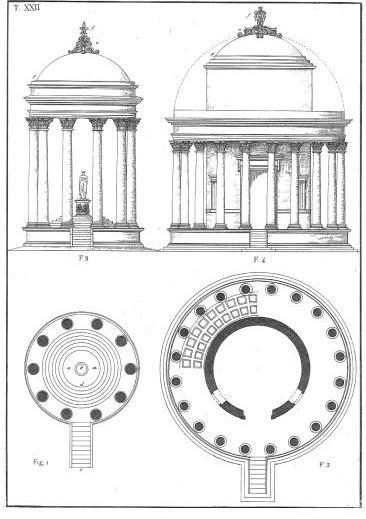
El templo monóptero y el monóptero-periptero en una ilustración del tratado De architectura de Vitruvio, edición Amati (1829)

En arquitectura, un templo monóptero (del griego antiguo: ὁ μονόπτερος, cuyo significado es 'de una sola ala'; derivado de μόνος, 'único', 'singular', 'solo' y τὸ πτερόν, 'ala') es una edificación sencilla constituida por una columnata circular que soporta una techumbre sin ningún muro. Es un caso especial del templo períptero, con un círculo de columnas alrededor de la cella. Cuando el templo circular además de las columnas también tiene una cella cilíndrica dentro, entonces se habla de monoptero-periptero.
A diferencia de un tholos (que, en sentido amplio, designa un 'templo circular'), no hay una cella. Sin embargo, en la Antigua Grecia y especialmente en la Antigua Roma, el término era utilizado también para designar un tholos. En esa época, las edicaciones monópteras servían, entre otras cosas, como una especie de baldaquino para cobijar una imagen a la que se rendía culto. Un ejemplo es la linterna de Lisícrates en Atenas, a pesar de haber tenido paredes en los intercolumnios. En contraste, el templo de Roma y Augusto, en la Acrópolis de Atenas, es un monóptero de la época romana, con los intercolumnios ya libres. Ciríaco de Ancona, un viajero del siglo XV, anotó la inscripción que aparecía en el arquitrabe: «Ad praefatae Palladis Templi vestibulum».
En la arquitectura barroca y neoclásica, el monóptero, como «templo de las musas», fue un motivo popular en jardines ingleses y franceses así como en algunos parques alemanes, como en el Jardín Inglés de Múnich  (1832-1837) de Leo von Klenze, y en el parque Hayns de Hamburgo. Muchos pozos en parques y centros de spa tienen la apariencia de monópteros. Son también muchos los monópteros que muestran elementos decorativos parecidos a pórticos para destacar una entrada, innecesarios funcionalmente, ya que el templo está abierto por todos los lados. 
A menudo son descritos como rotondas a causa de su planta circular, lo que también sucede con los tholos. Pero varios monópteros descritos como rotondas tienen plantas poligonales, como el «templo de las Musas» en la casa Tiefurt, que tiene una planta hexagonal.

## Templos monópteros en la Grecia Antigua
El templo monóptero en la antigua Grecia se construía principalmente en lugares de culto como santuarios u oráculos, más importantes que nunca. La forma circular del edificio hizo que fuera una idea mayor de perfección e integridad que simbolizaba un contacto aún más estrecho con la divinidad. De hecho, a menudo el templo circular, también llamado tholos, contenía los símbolos sagrados de la divinidad; en otras ocasiones se usaba un templo circular para mostrar el poder y la autoridad sagrada de la ciudad.
Los mejores ejemplos de templos monopolares de la arquitectura griega son los tholos de Apolo en Delfos y Filipeo en Olimpia. En Delosi, el templo antes mencionado tenía la función sagrada más alta: se creía que Apolo apareció en ese lugar. En cambio, en Olimpia, el templo circular fue construido en honor de Filipo II de Macedonia alrededor del siglo IV.

Monópteros en la Grecia Antigua
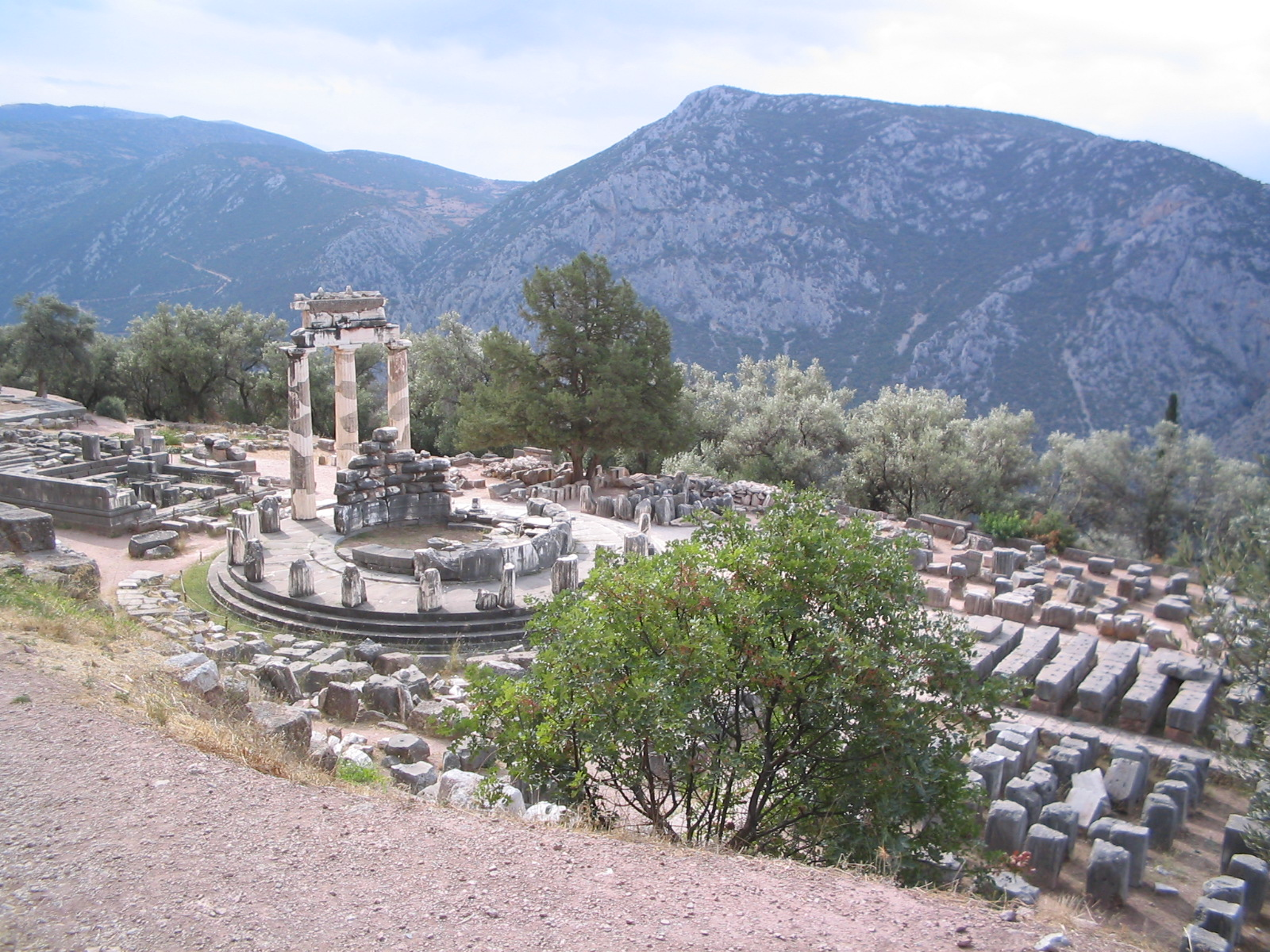
Templo de Apolo en Delfos
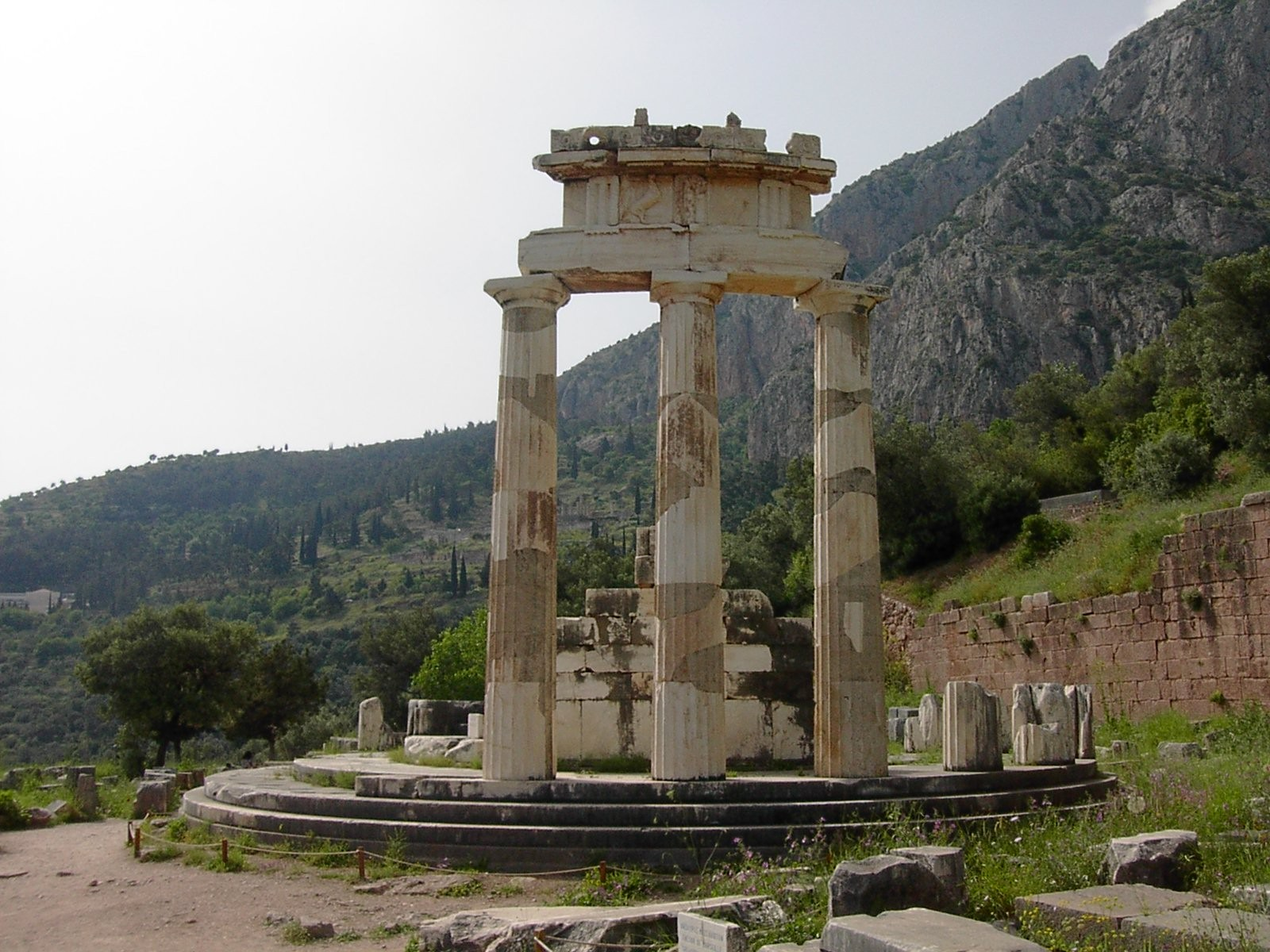
Tholos de Delfos
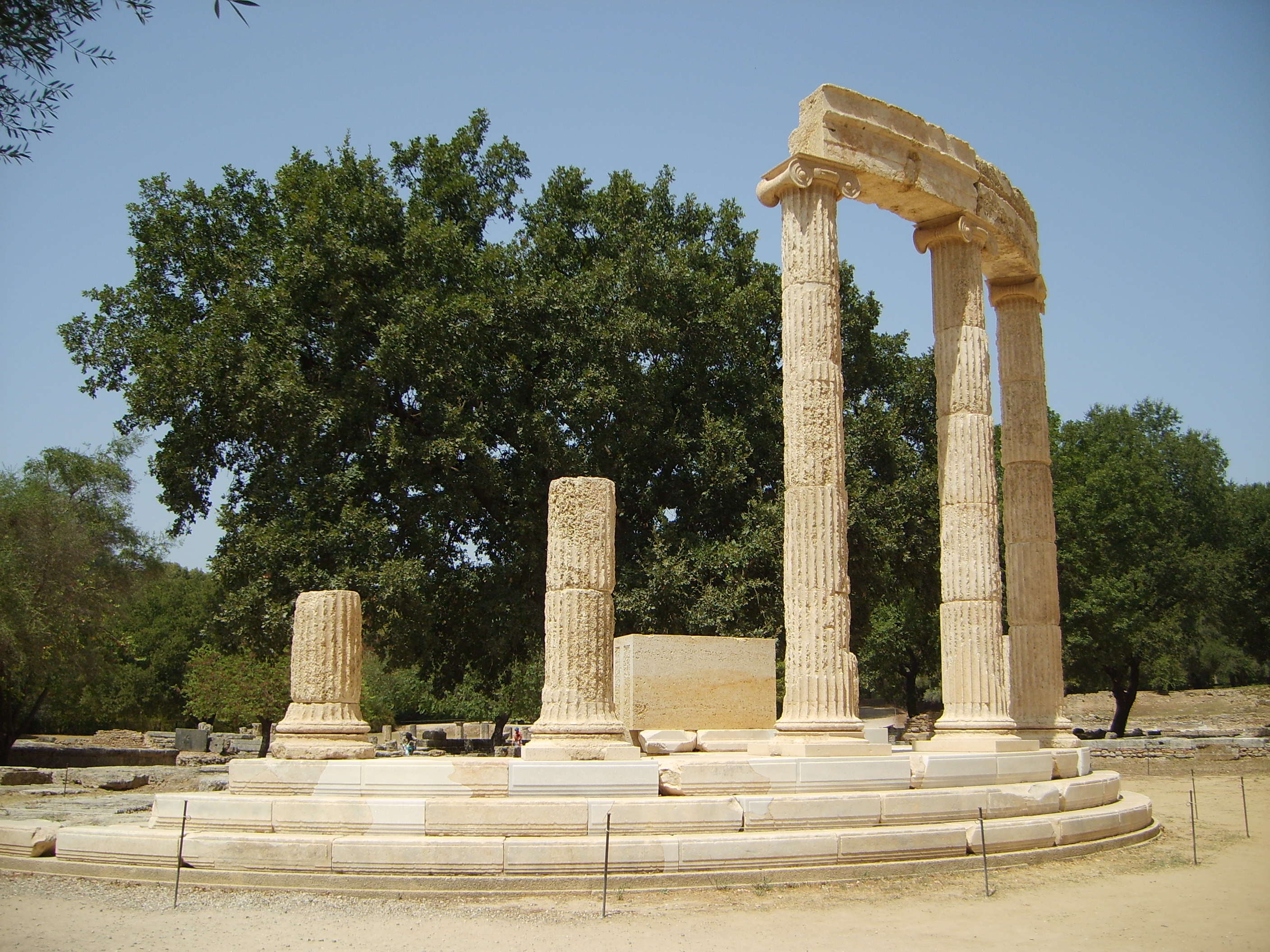
Filipeo de Olimpia
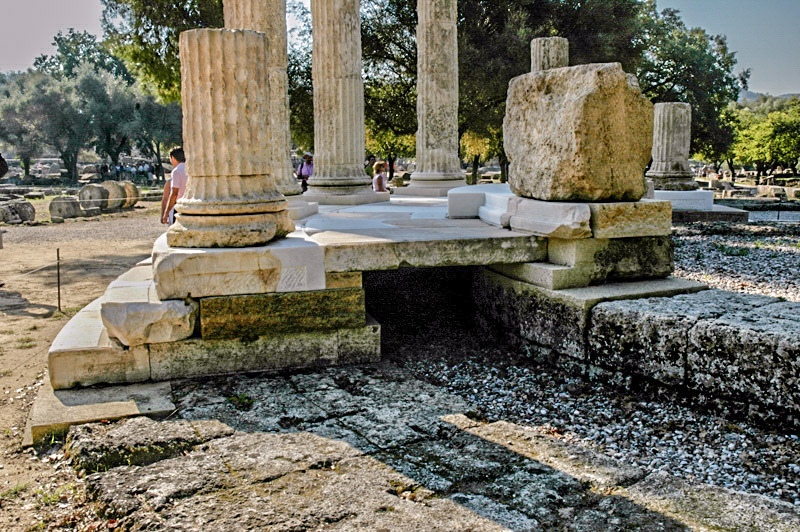
Detalle del Filipeo

## Templos monópteros en la Antigua Roma

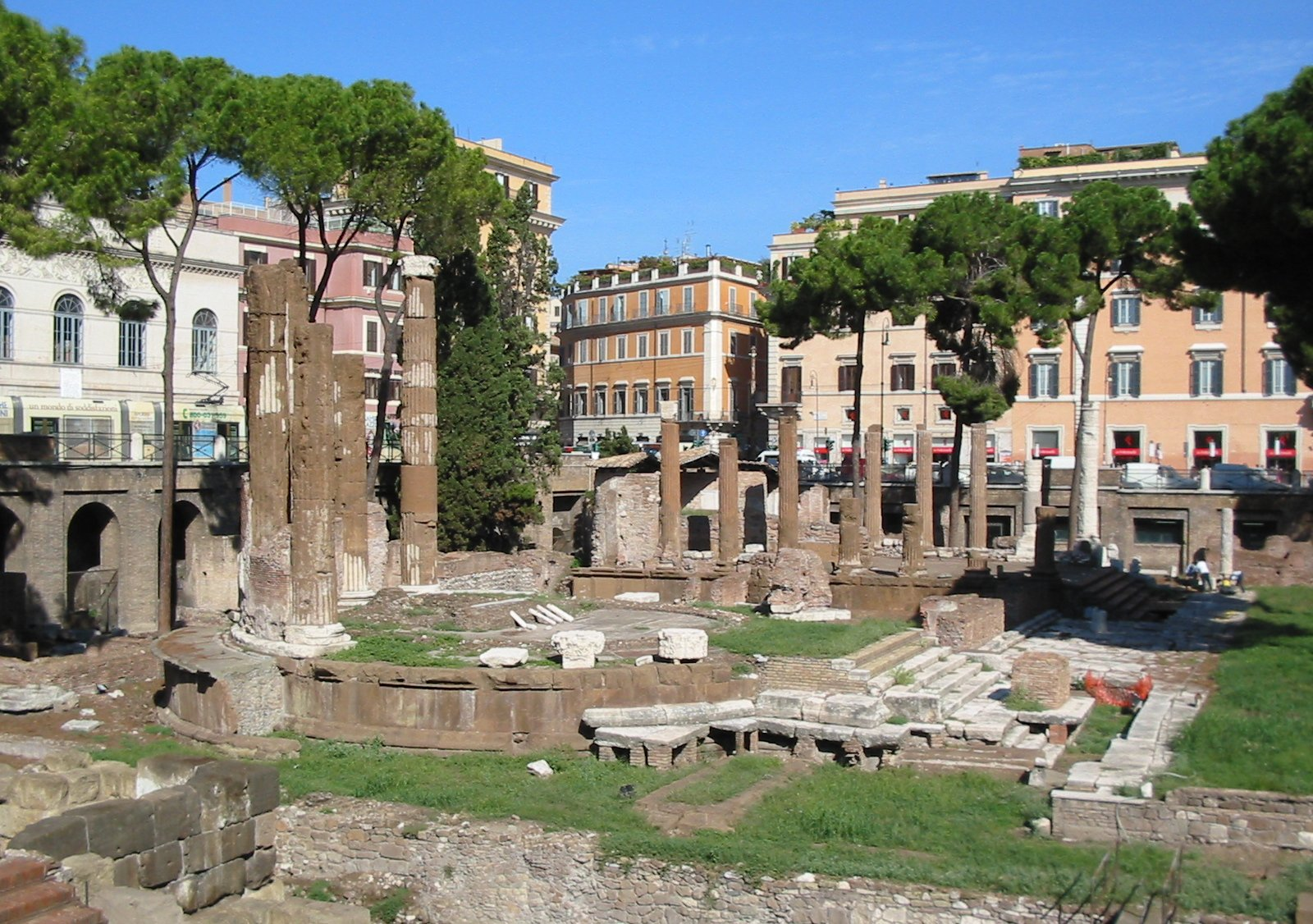
El templo B del área sacra de Largo Argentina, dedicado a la Fortuna Huiusce Diei

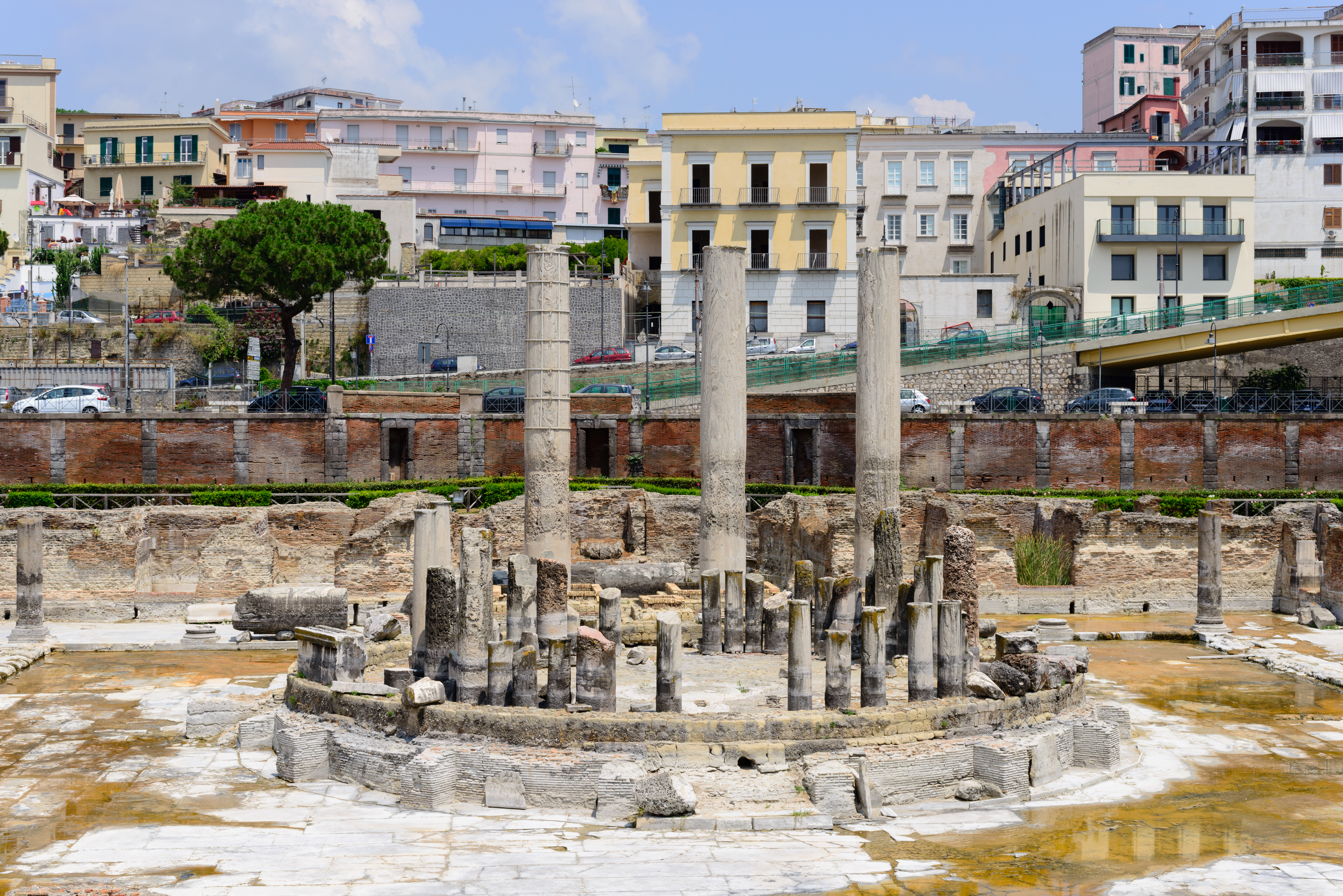
Ruinas del Serapeum de Pozzuoli

En Roma, en cambio, el templo circular fue heredado como un lugar de culto muy importante y como una simple edificación religiosa de pequeñas dimensiones. Los edificios circulares en la antigua Roma son mucho más numerosos que en Grecia, porque tales edificaciones han tenido una mayor influencia en el estilo arquitectónico romano-imperial.
El edificio sagrado circular más grande de la zona greco-romana del Mediterráneo es sin duda el gran templo romano republicano del área de Largo di Torre Argentina. El templo, con seis columnas todavía intactas, se supone que corresponde al templo construido por el cónsul Quinto Lutacio Cátulo, un colega de Cayo Mario, para celebrar la victoria contra los cimbrios en 101 a. C. en Vercelli, en Piamonte.
El templo Aedes Fortunae Huiusce Diei, que significa "La fortuna del presente", estaba dedicado a la diosa de la fortuna, que debía estar representada por la estatua gigante cuyos restos de mármol, ahora conservados en los Museos Capitolinos, se encontraron cerca del templo en sí. Un pequeño monoptero circular también era parte del complejo del santuario de la fortuna Primigenia en Palestrina.
Hay muchos otros ejemplos de edificaciones romanas sagradas de forma circular, como el templo de Vesta en el Foro Romano, que fue de gran importancia porque fue considerado el sitio sagrado de las Vestales, así como también su hogar. También son notables el Templo de Hércules Víctor, en el Foro Boario y el templo de Vesta en Tívoli para el que se ha sugerido un origen muy antiguo con una estructura de madera, esencialmente ajeno a las influencias griegas, posteriormente sustituido por un edificio de piedra.
La tipología también se usó en las provincias del Imperio como en Atenas, donde se construyó un templo circular dedicado a Augusto y Roma en la Acrópolis.
Marco Vitruvio Polión en su  De architectura   define por completo la tipología definiendo la nomenclatura que será retomada en el periodo clasicista, llegando hasta hoy, y clasificándola entre las excepciones en los casos de edificios religiosos.
También hay que destacar que en la arquitectura romana, la tipología de templos de planta circular y longitudinal se unió admirablemente en el Panteón, que, sin embargo, precisamente debido a su planimetría articulada y a la ausencia de columnas circulares, no puede ser considerado como un templo monoptero.
La estructura monóptera, sin embargo, no se usó solo para estructuras religiosas; en las ciudades romanas podemos encontrar que en los patios interiores de los Macellum se instalaban estas estructuras como área de reunión.

Monópteros en la Roma Antigua
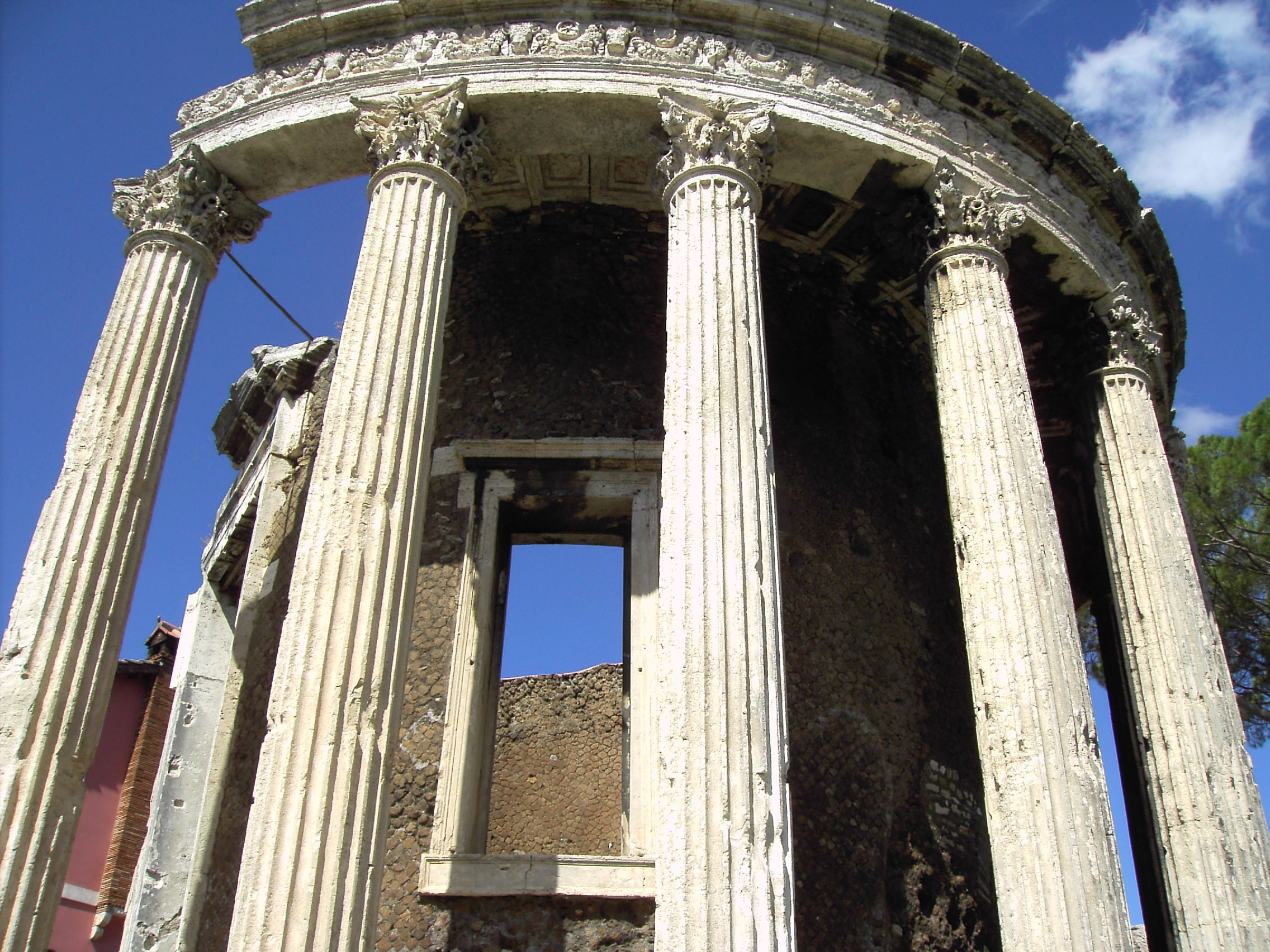
templo de Vesta en Tívoli
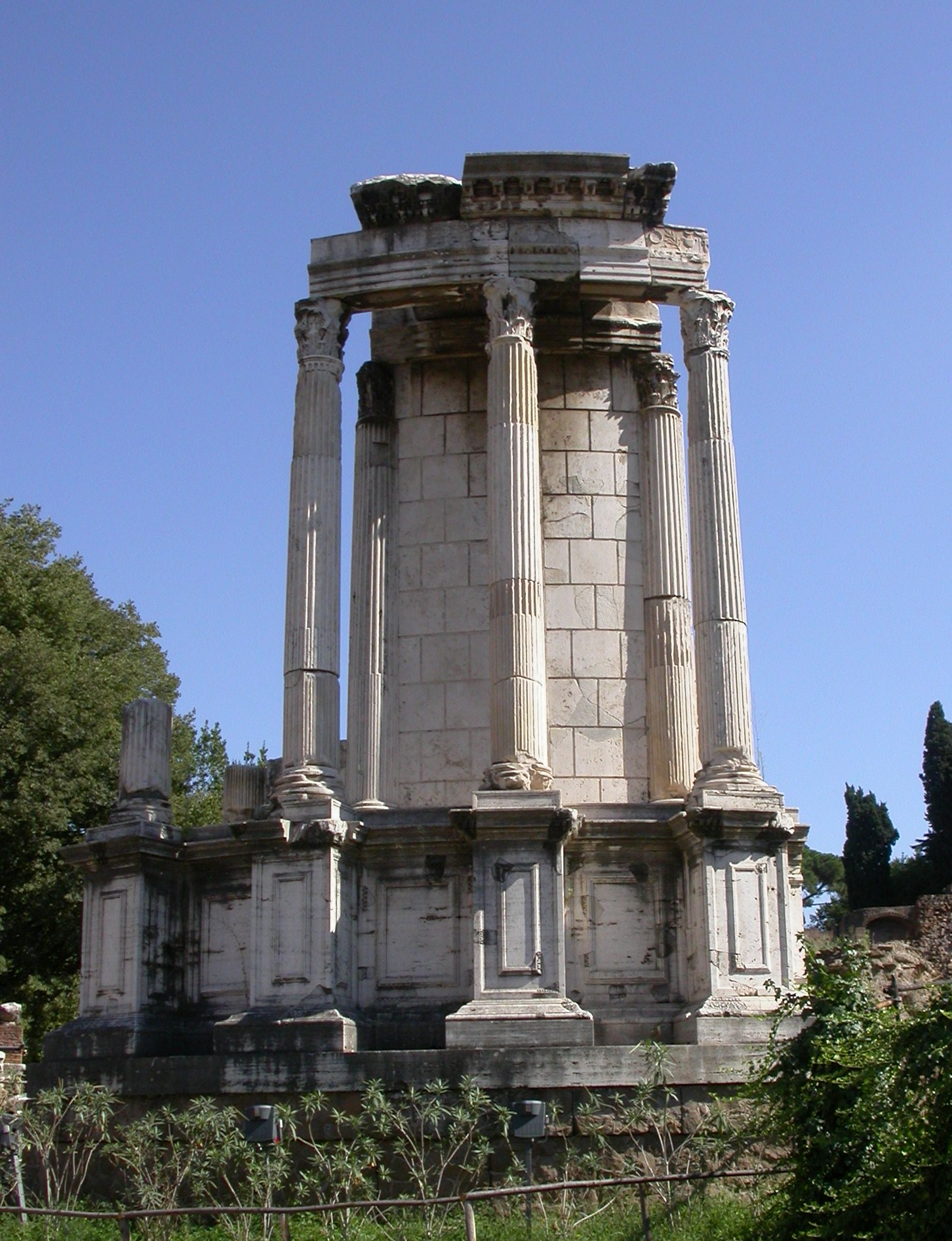
Ruinas del Templo de Vesta, en el Foro Romano
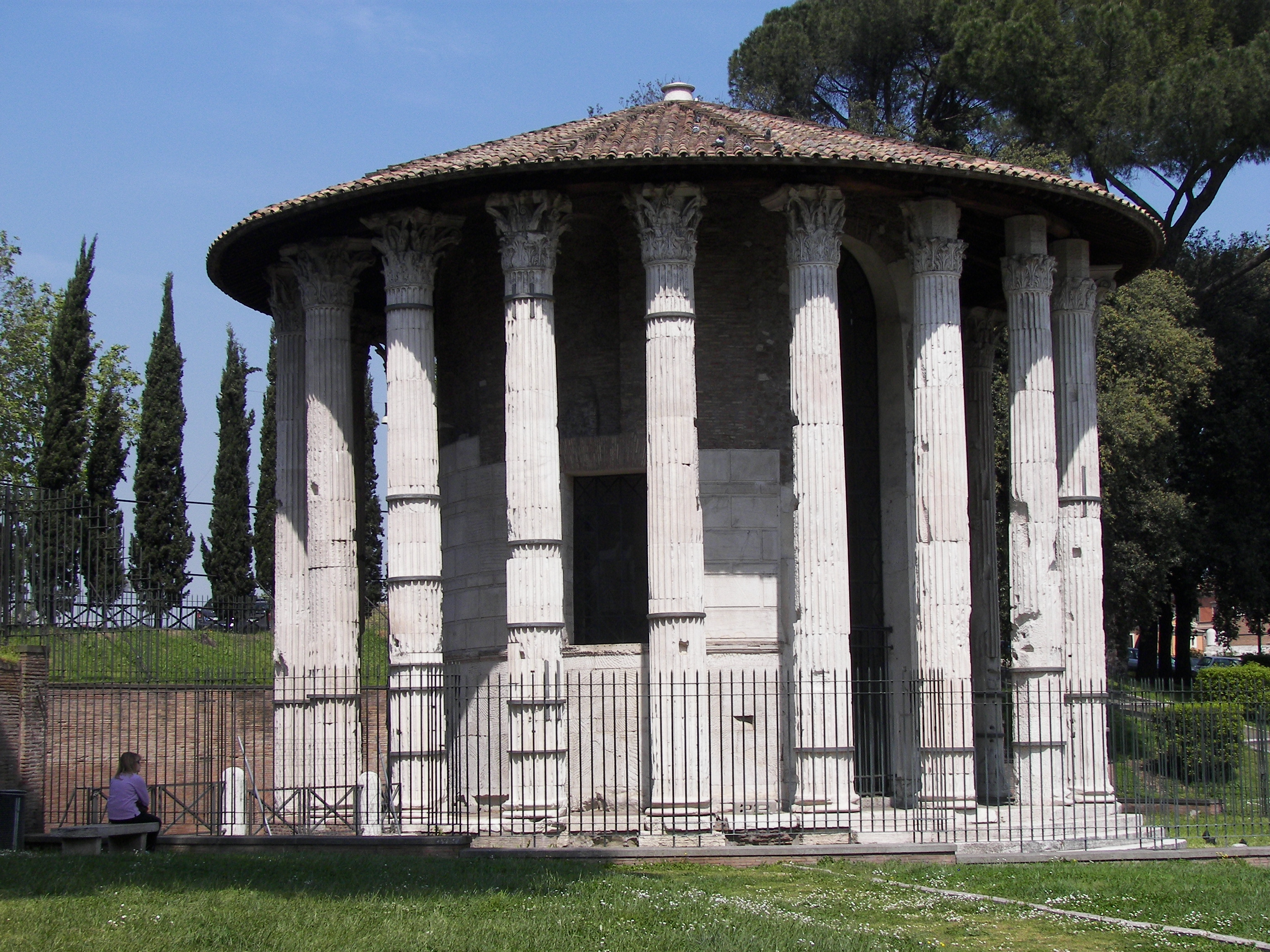
Templo de Hércules Víctor, en el Foro Boario de Roma.
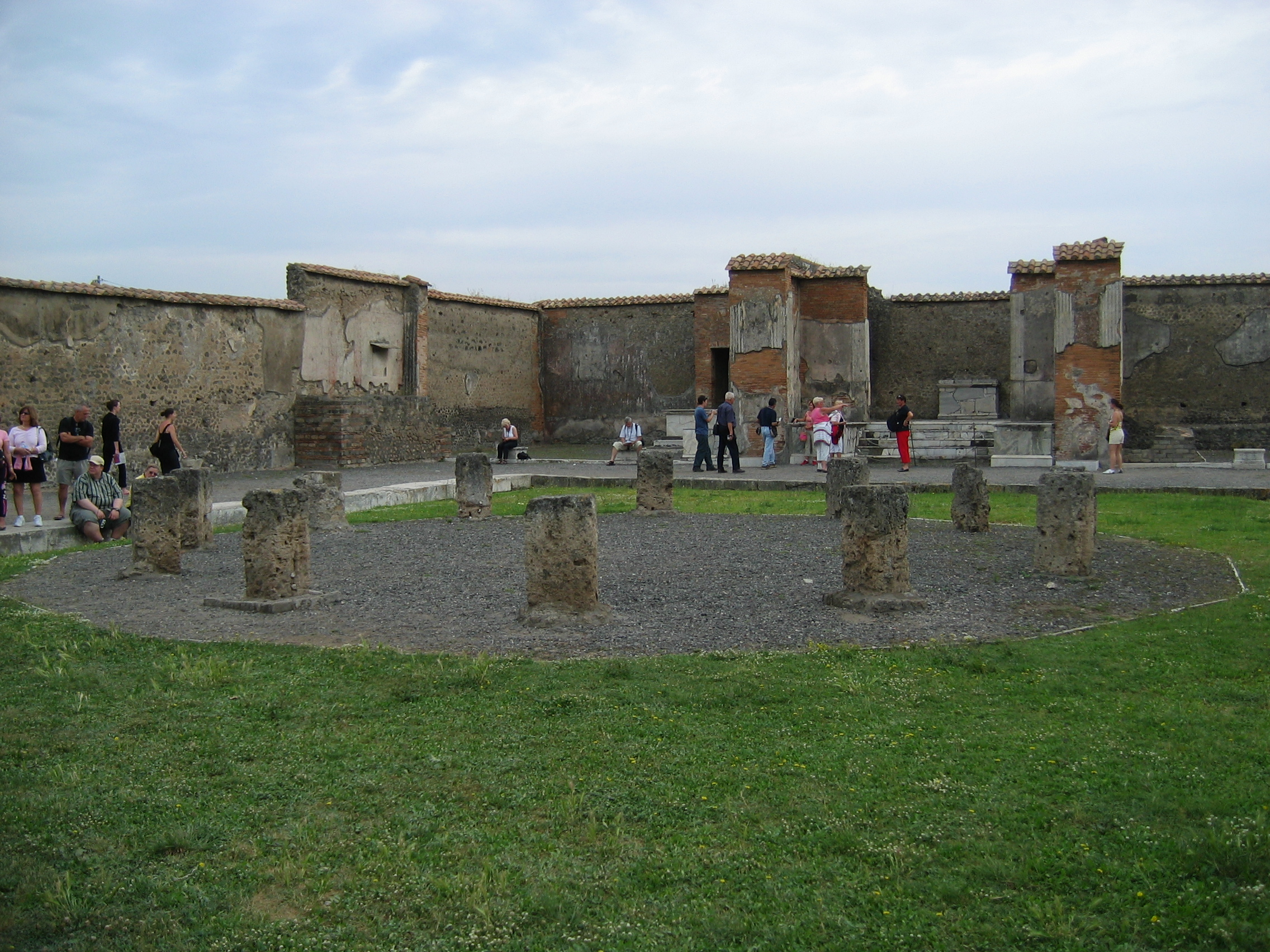
Macellum de Pompeya

## Templos monópteros en la Edad Moderna

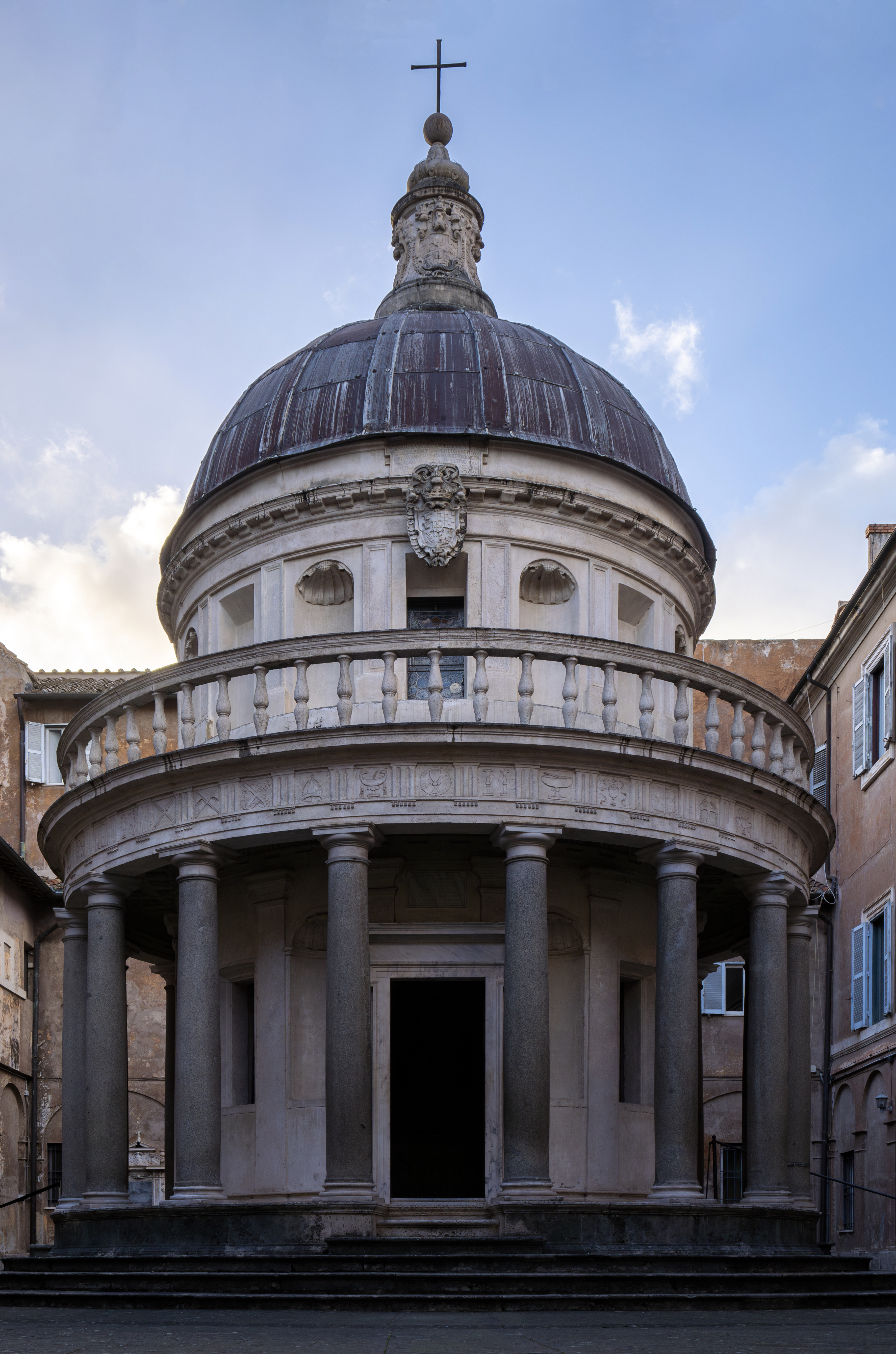
Templete de San Pietro in Montorio (1502), obra de Bramante

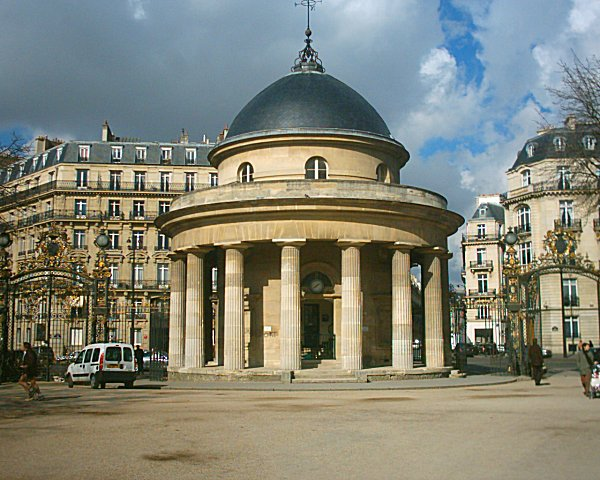
Barrière de Chartres en París, obra de Claude-Nicolas Ledoux

Durante el Renacimiento, el redescubrimiento de la arquitectura antigua llevó a la construcción del templete de San Pietro in Montorio (1502), obra de Bramante, descrito como «el primer monumumento del pleno renacimiento en contraste con el protorrenacimiento, y es un verdadero monumento, aunque es una realización más plástica que estrictamente arquitectónica».
En el siglo XVI los logros de esta tipología, tan importantes para aclarar la relación con la antigüedad, fueron pocos pero significativos (el Santuario de Santa Maria della Pace ((1559-1586)), llamado "Madonna di Campagna", de Michele Sanmicheli), mientras que fueron más numerosos las representaciones pictóricas (Los desposorios de la Virgen de Raffaello Sanzio).
Más tarde, especialmente en el período neoclásico, los templos monopteros fueron utilizado muy a menudo para adornar los vastos jardines de los siglos XVIII y XIX; es el caso, por ejemplo, del llamado Templo de la Virtud Antigua que William Kent construyó en Buckinghamshire en 1734, inspirándose en el propio esquema de Andrea Palladio para el templo de Vesta en Tívoli.
Uno de los pocos ejemplos en los que el modelo circular fue utiliza para la arquitectura pública fue la  Barrière de Chartres , diseñada por Claude-Nicolas Ledoux en 1785. Otro ejemplo importante es el templo que el arquitecto escocés Charles Cameron erigió en los jardines del Palacio del Gran Duque Pablo en Pavlovsk , el primer templo dórico de toda Rusia.

Monópteros en la Edad Moderna
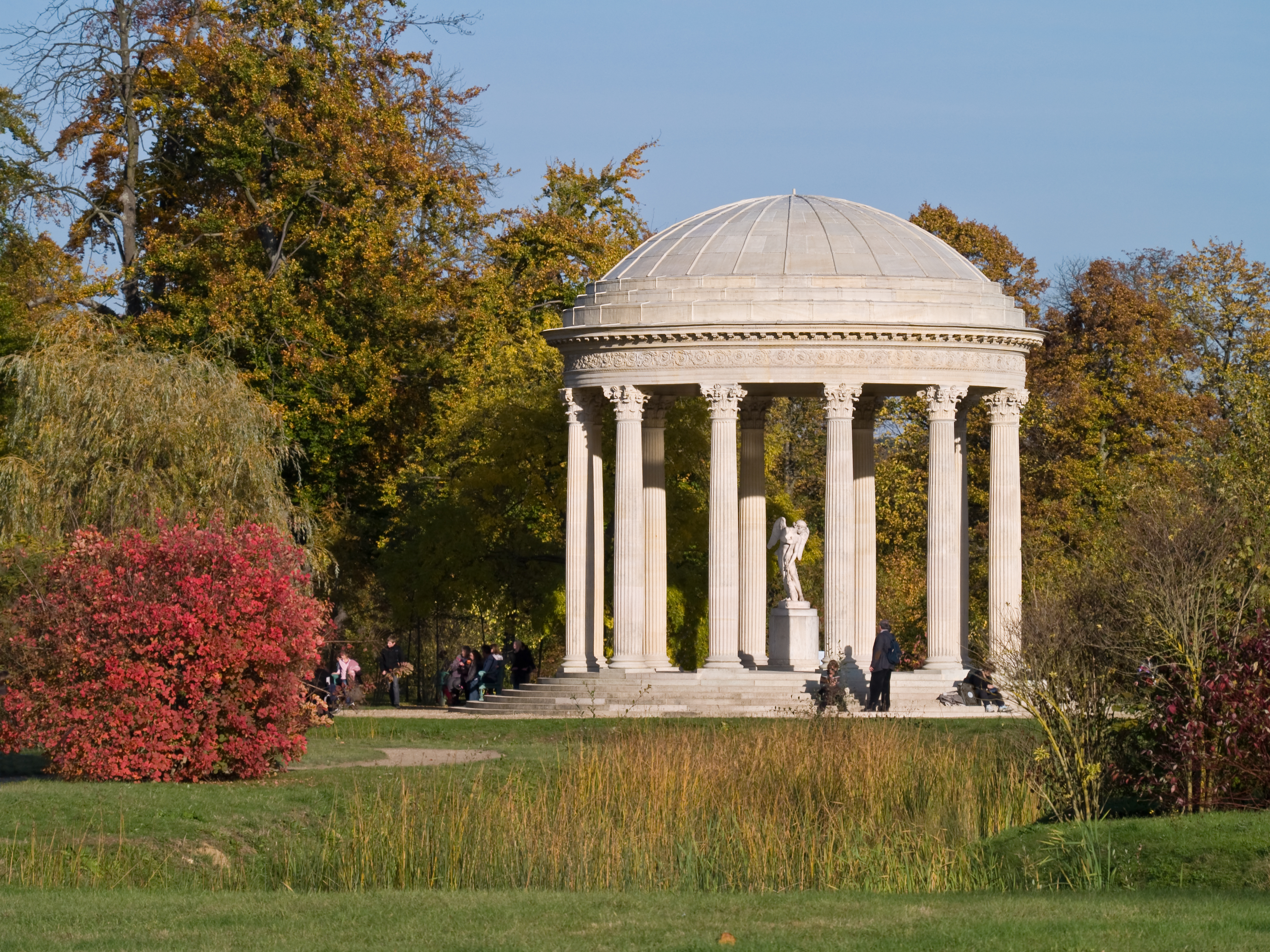
Templo del Amor (1778), en el jardín inglés del Pequeño Trianón (Versalles), obra de Richard Mique.
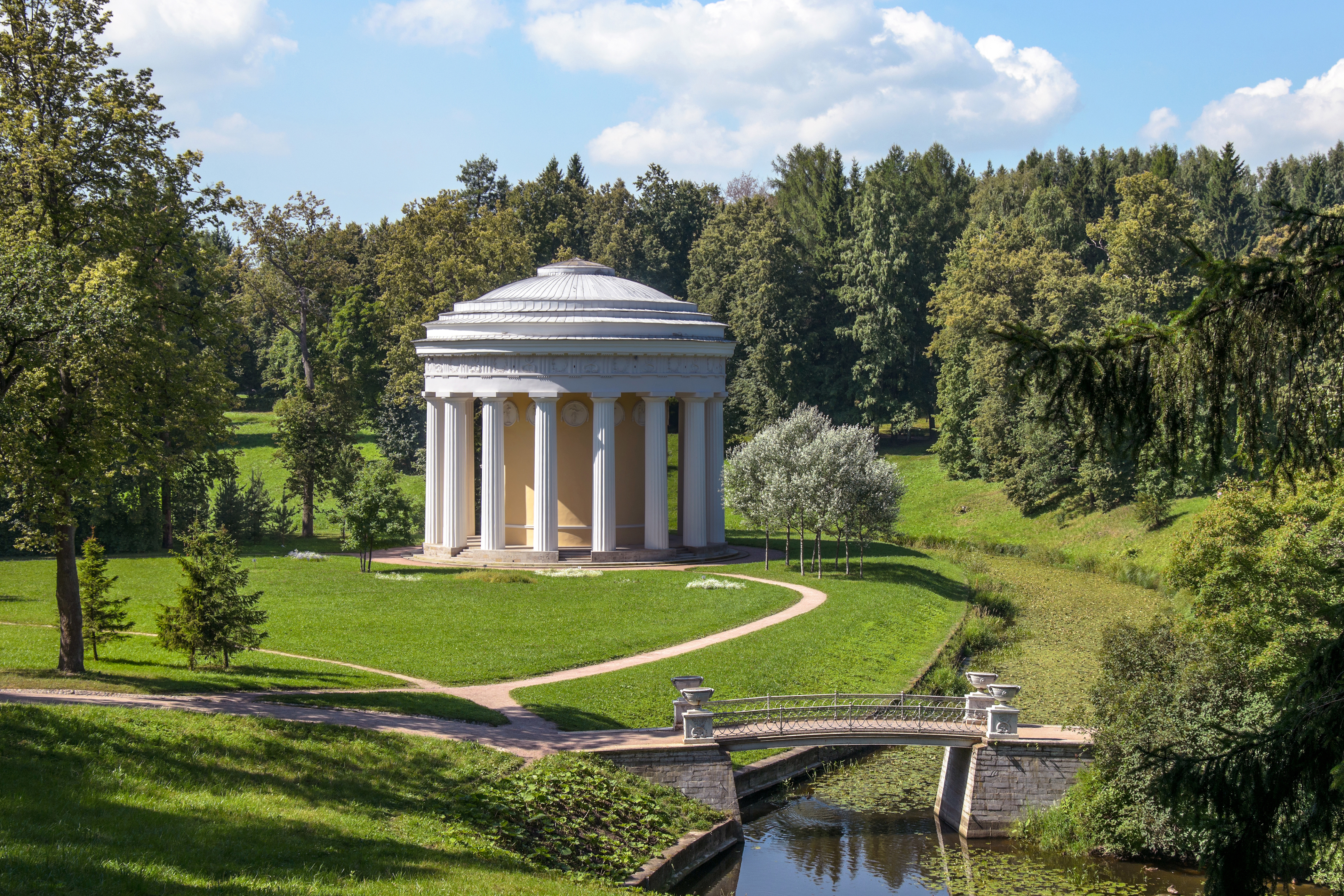
Templo de la Amistad (1780) junto al río Slavianka, en el parque del palacio de Pavlovsk, obra de Charles Cameron
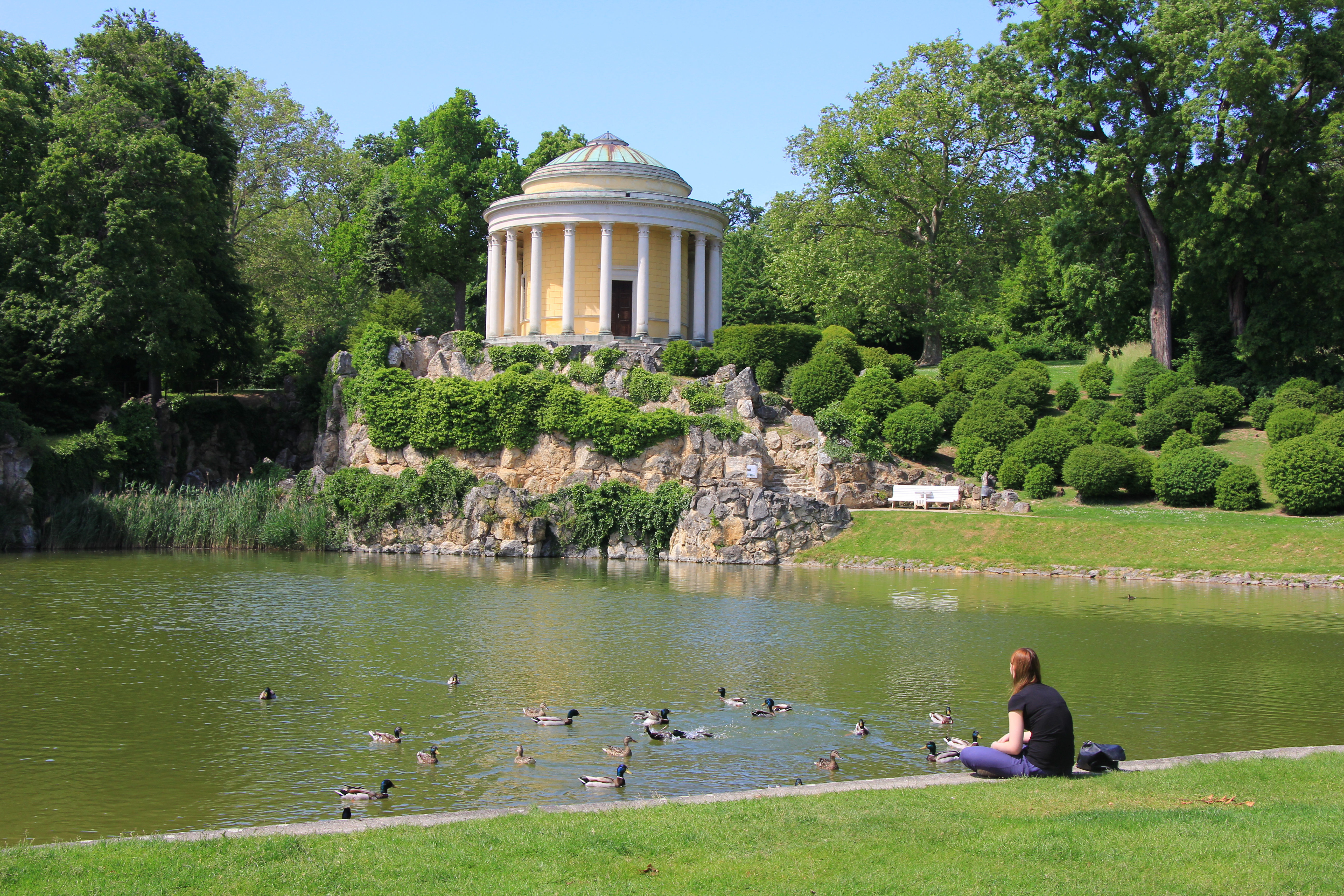
El templo Leopoldina (1818-1819) en el parque del palacio Esterházy en Eisenstadt

Monópteros en Italia
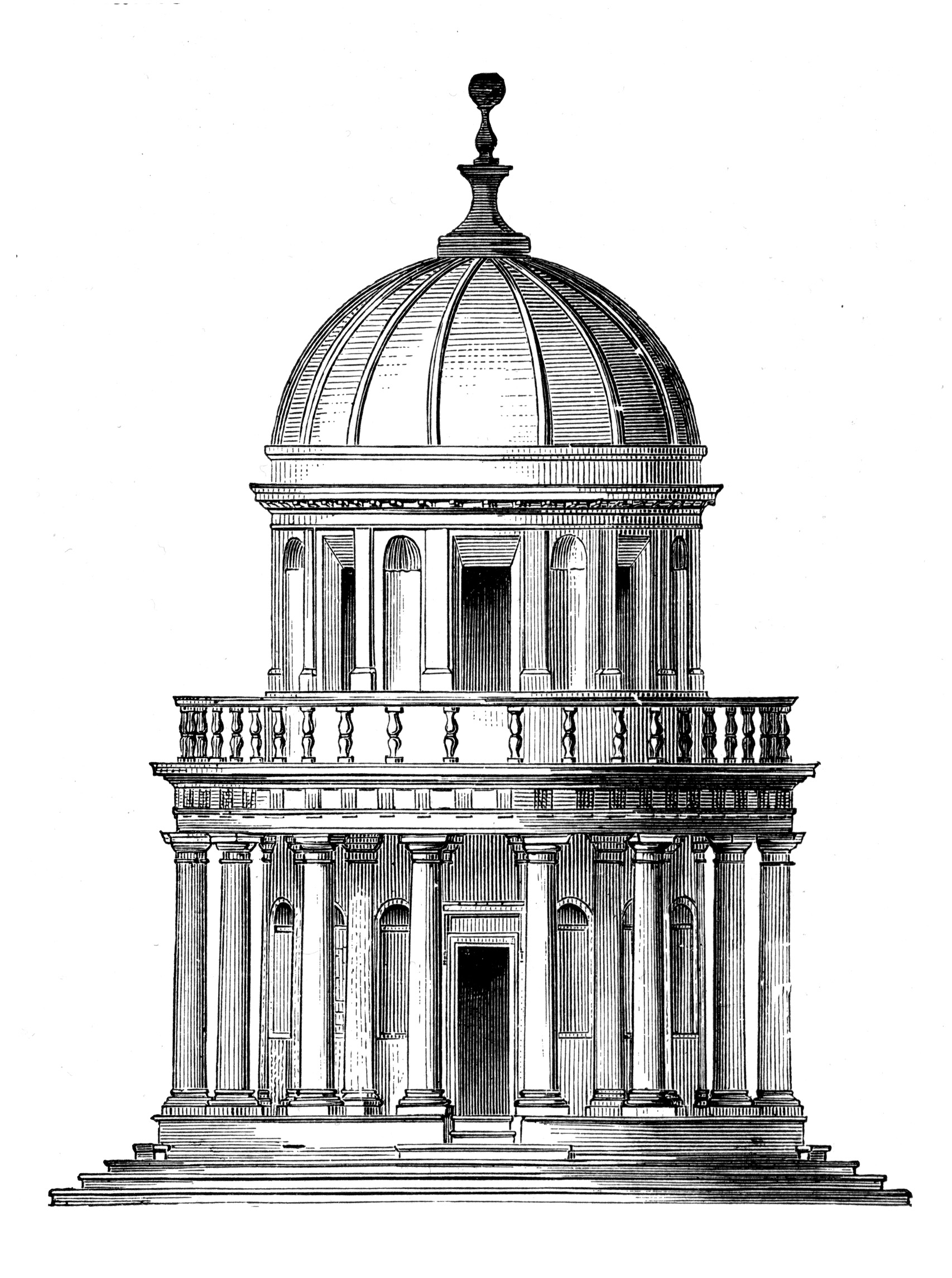
Tempio di San Pietro in Montorio, Roma
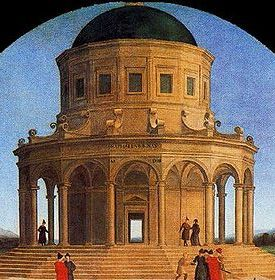
Detalle de Los desposorios de la Virgen (1504), de Raffaello Sanzio
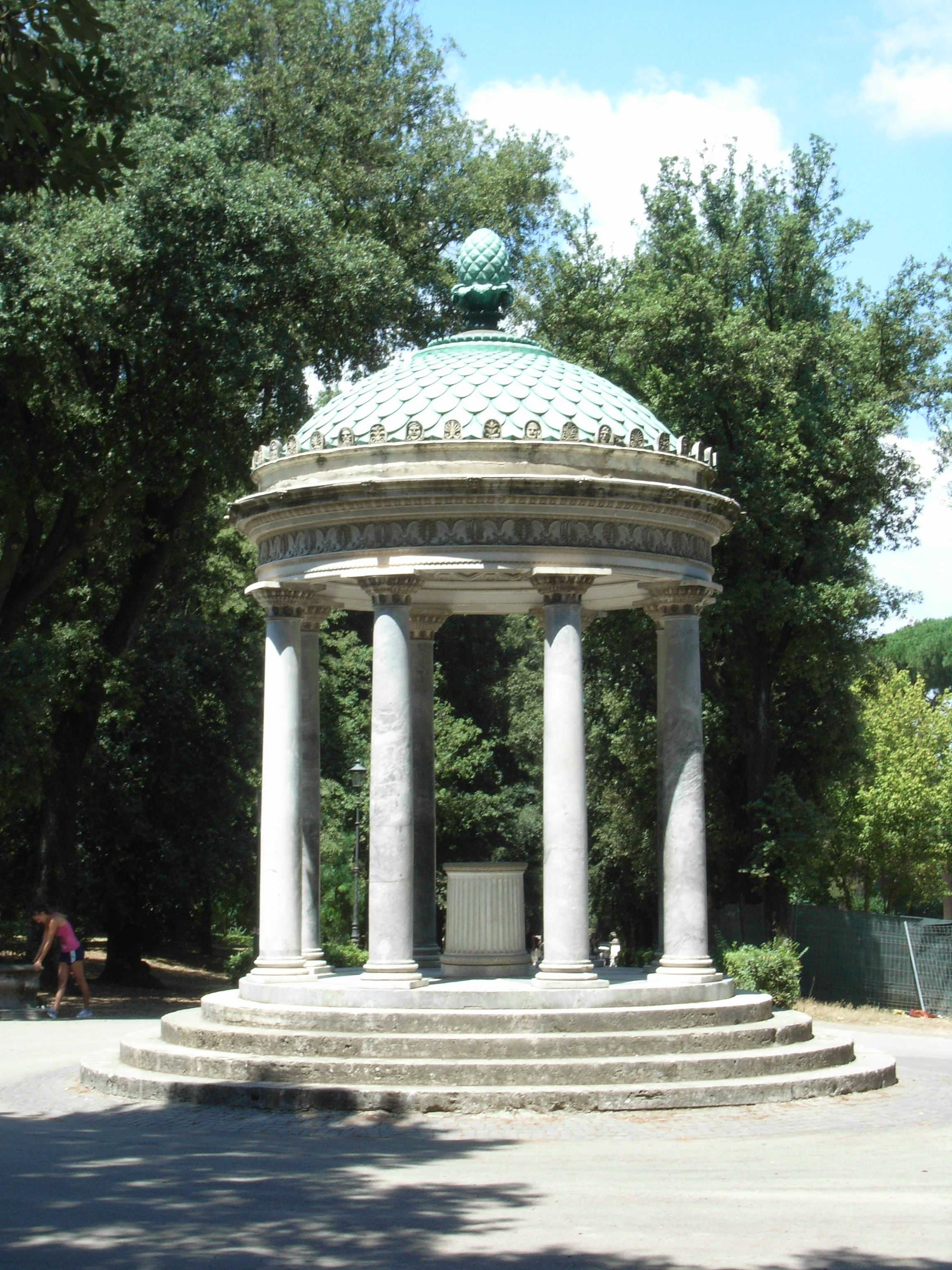
Villa Borghese a Roma: Tempio di Diana
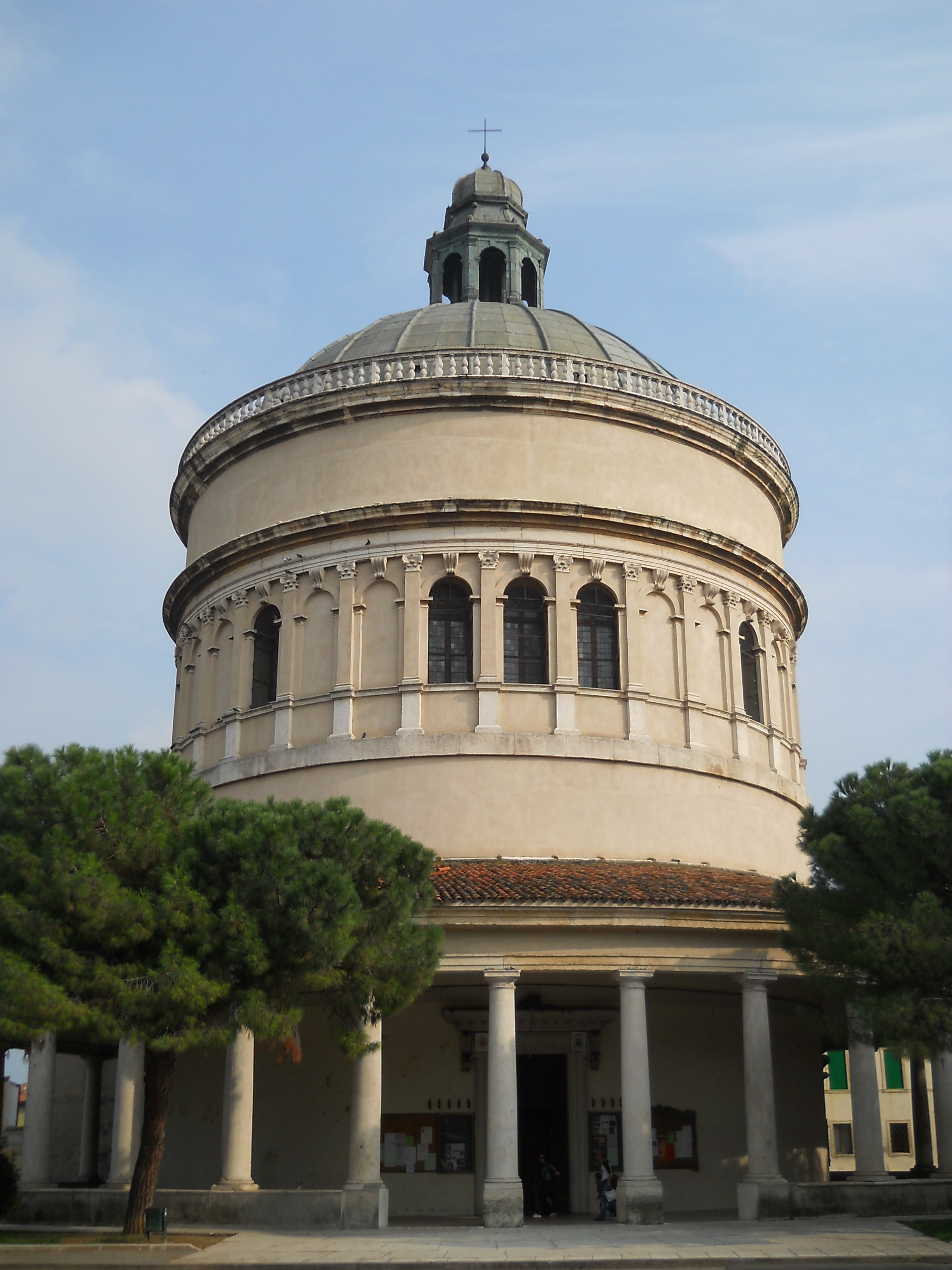
Santuario de Santa Maria della Pace, llamado "Madonna di Campagna", Verona, de Michele Sanmicheli (1559-1586)
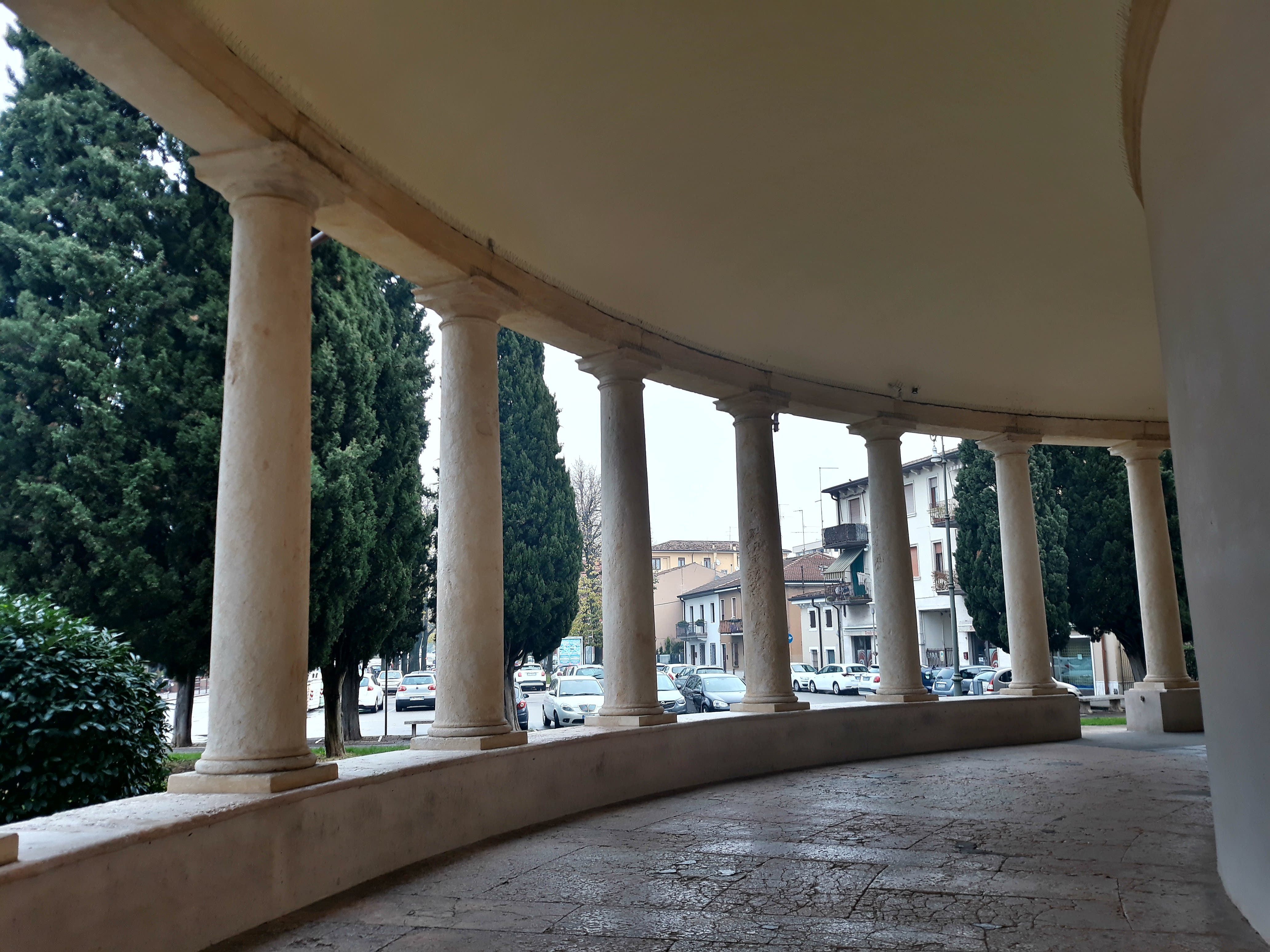
Corredor del Santuario de Santa Maria della Pace
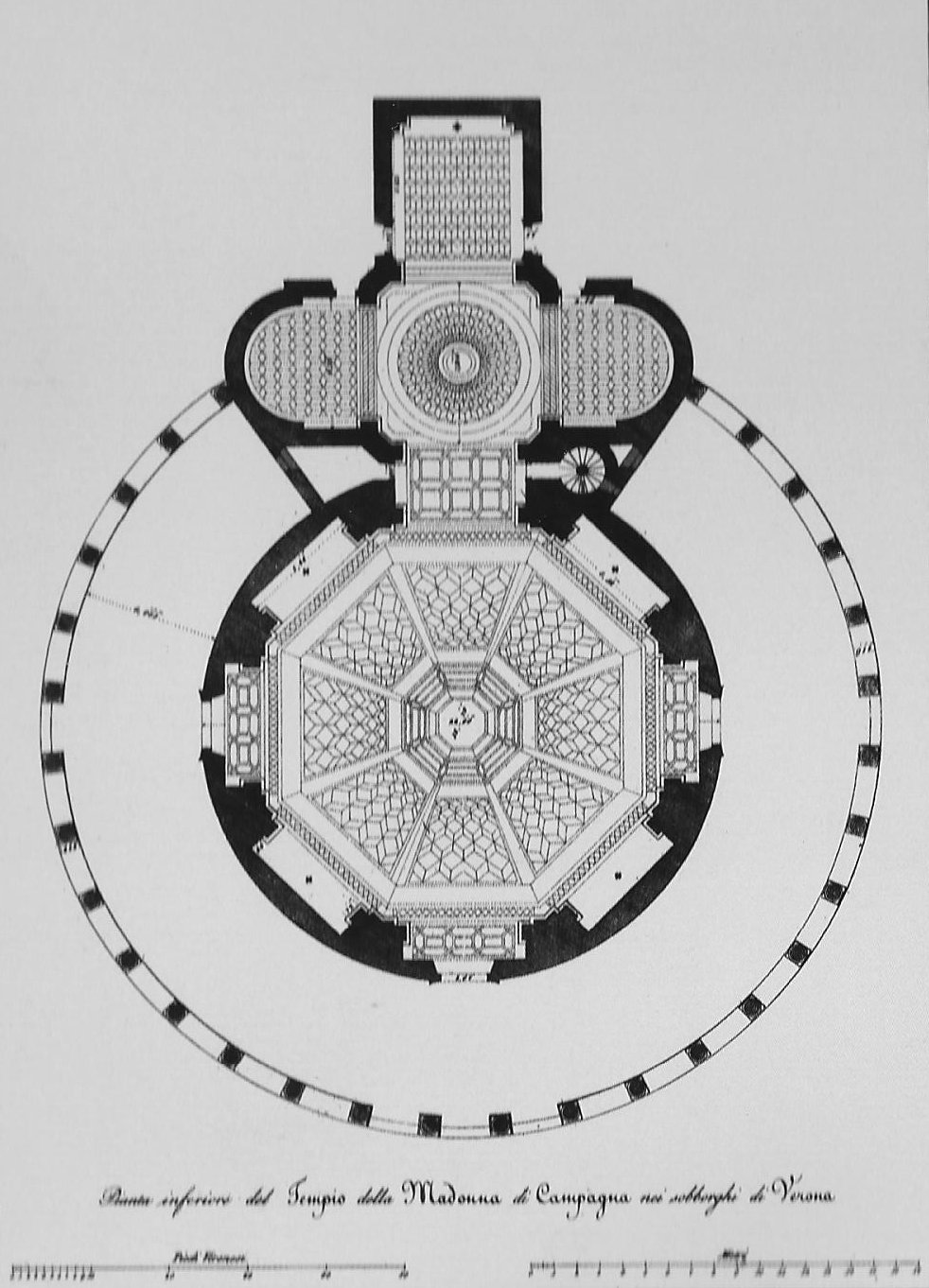
Planta de Santuario del Santa Maria della Pace

Monópteros en Gran Bretaña
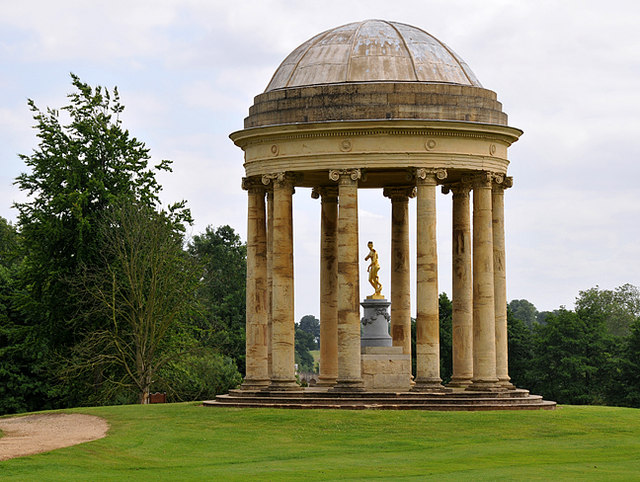
The Rotunda, Stowe (1720-1721), obra de John Vanbrugh (la cúpula fue rebajada por Borra en 1773-1774)
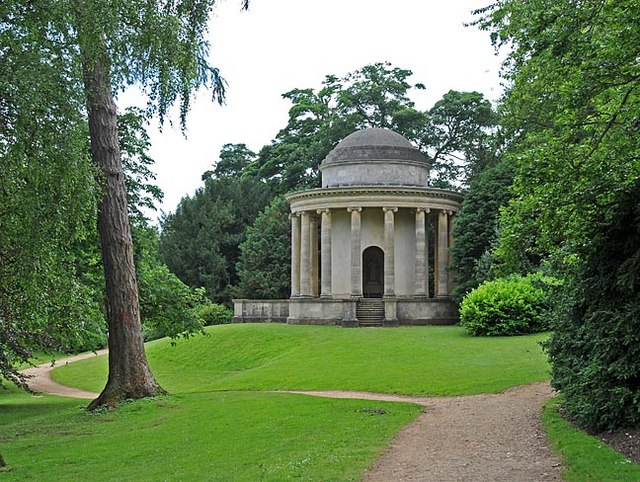
Templo de la Virtud Antigua (1734) en Buckinghamshire, obra de William Kent
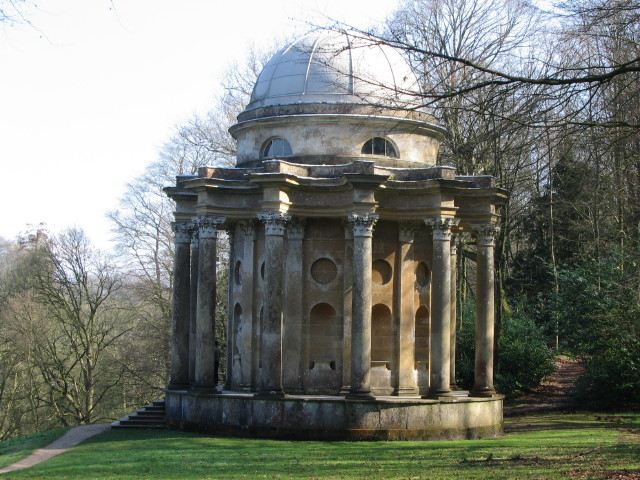
Templo de Apolo (1765) en Stourhead, obra de Henry Flitcroft
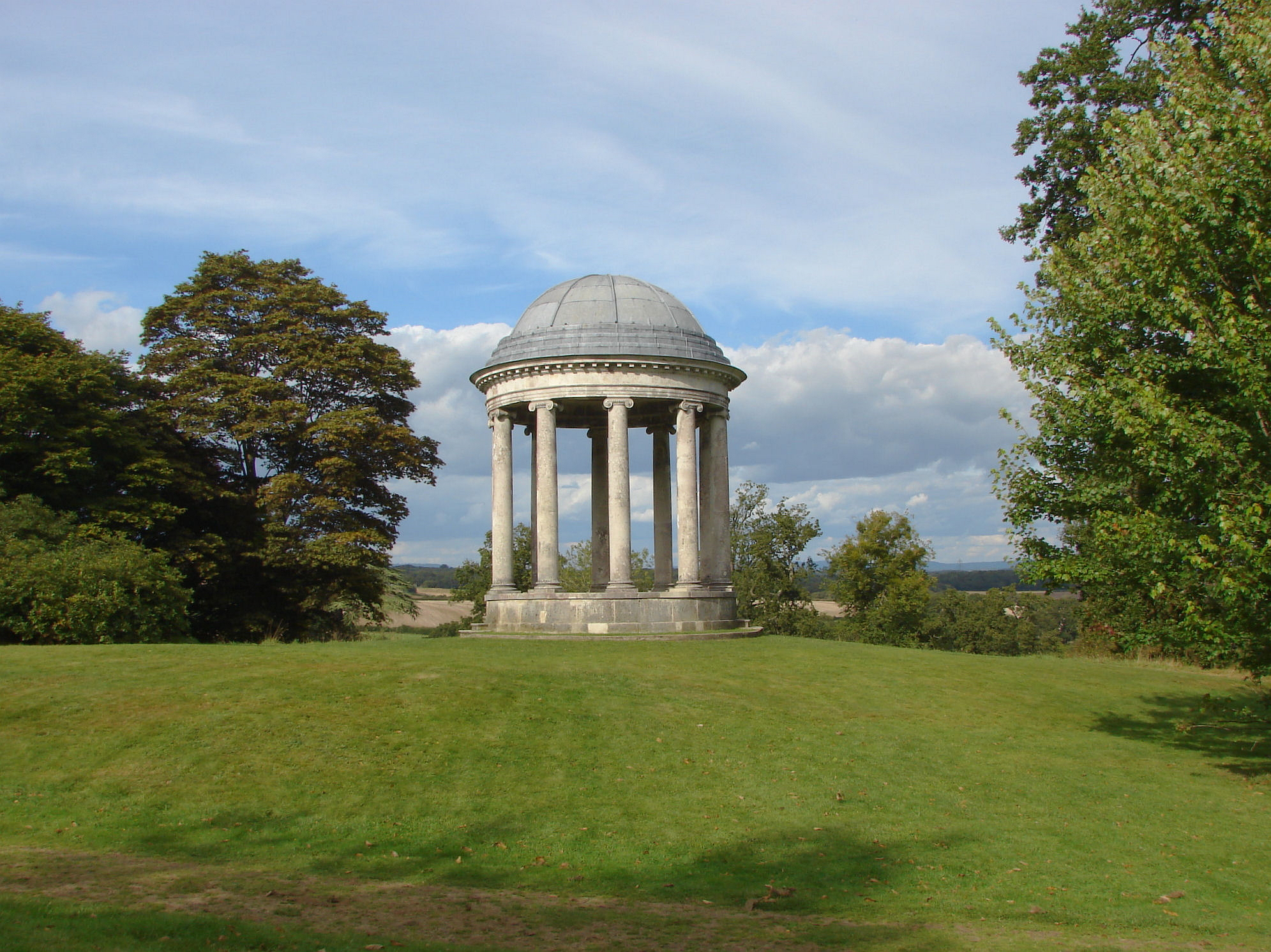
Rotonda en Petworth House, obra de Anthony Salvin

Monópteros en Alemania
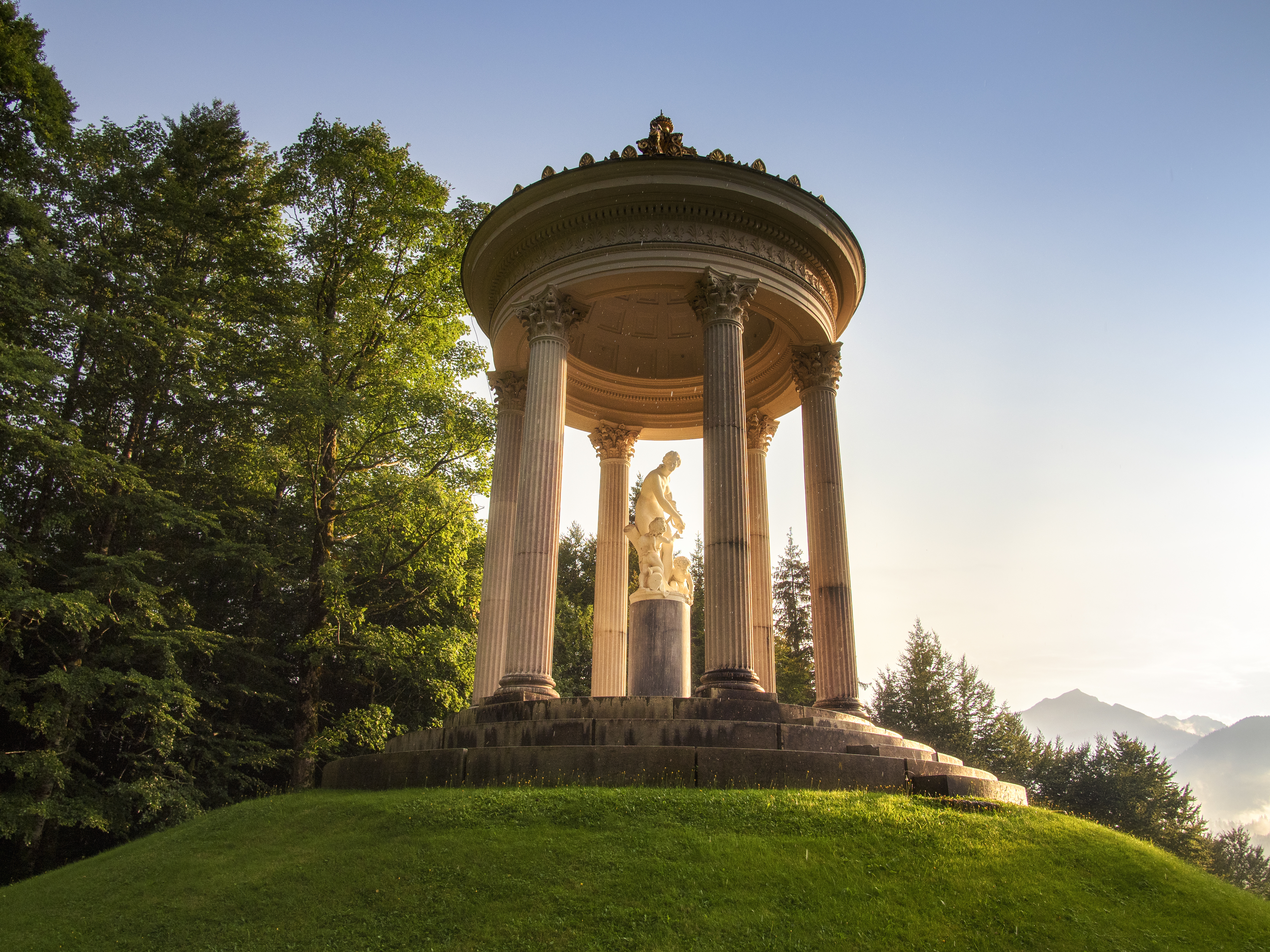
Templo de Venus del castillo Linderhof, Baviera
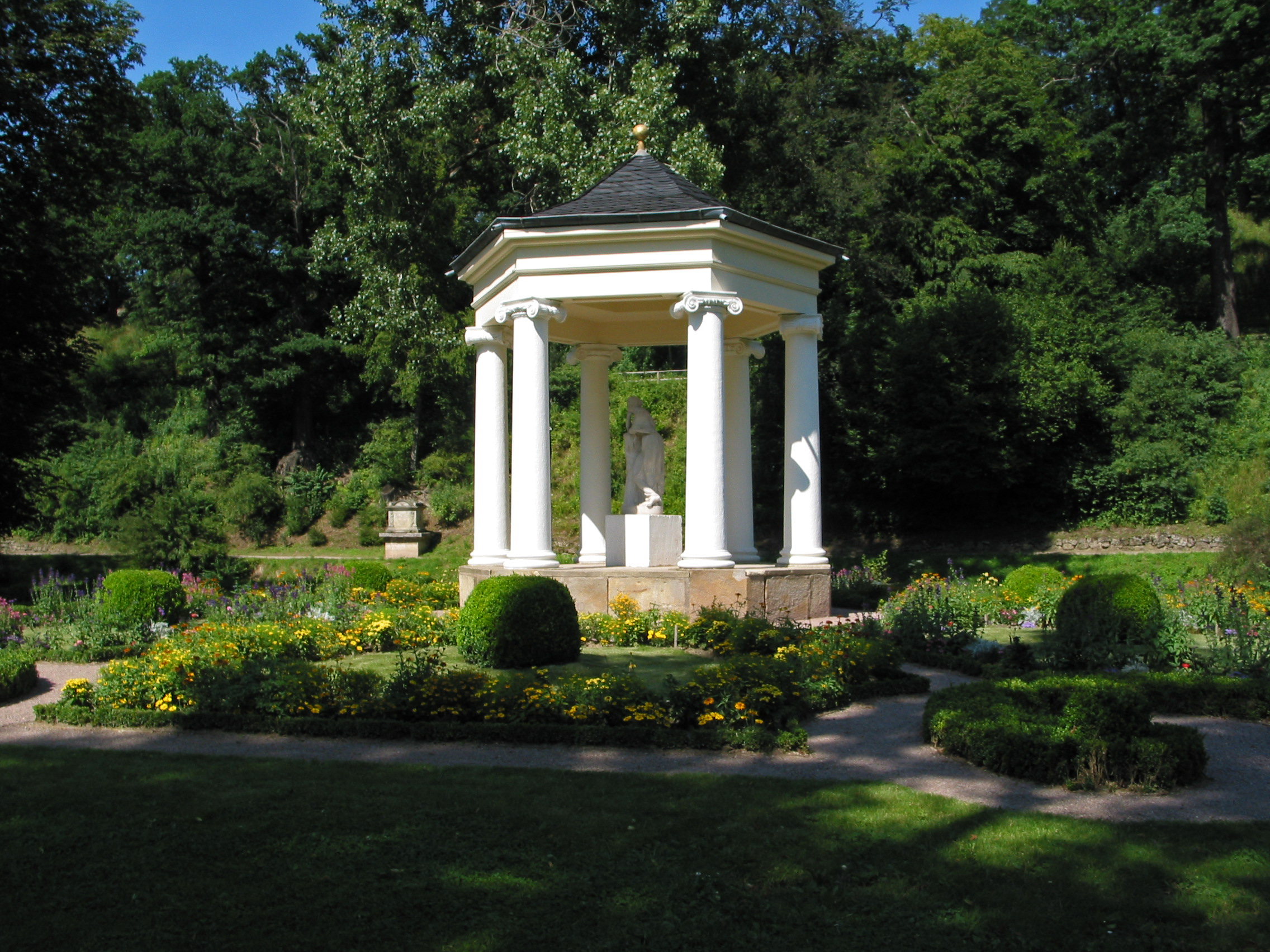
El templo de las Musas de Tiefurt (Alemania), de planta hexagonal.
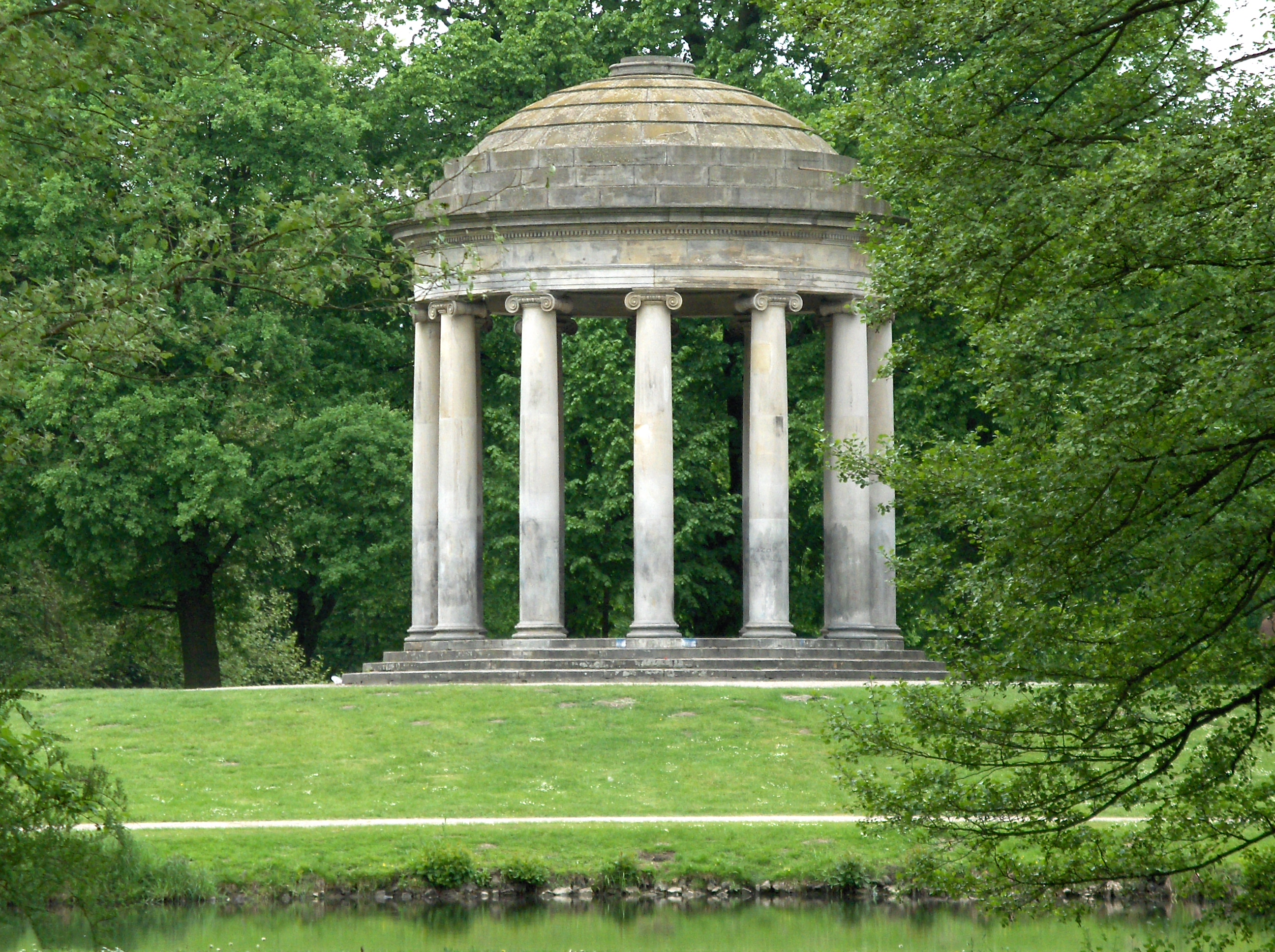
El templo Leibniz (1787-1790) en el Georgengarten, Hanover, diseño de  Johann Daniel Ramberg
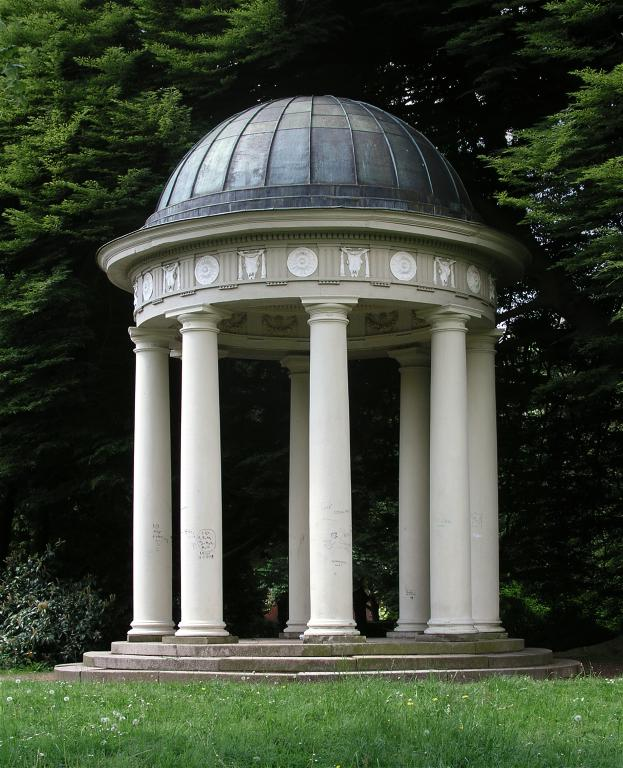
Monopteros en el parque del castillo Eutin (de C.F. Hansen, 1796)
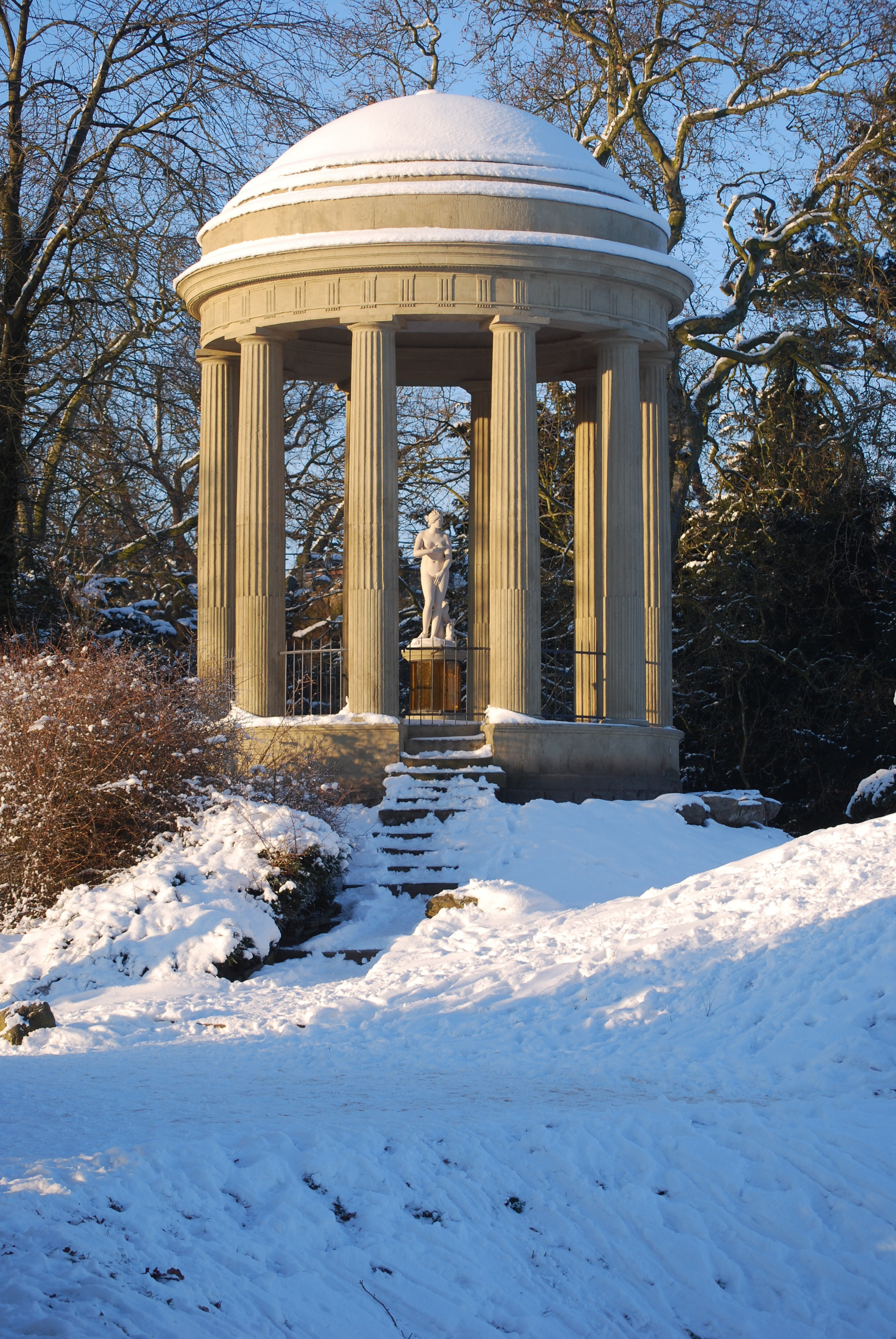
Templo de Venus en el Wörlitzer Park
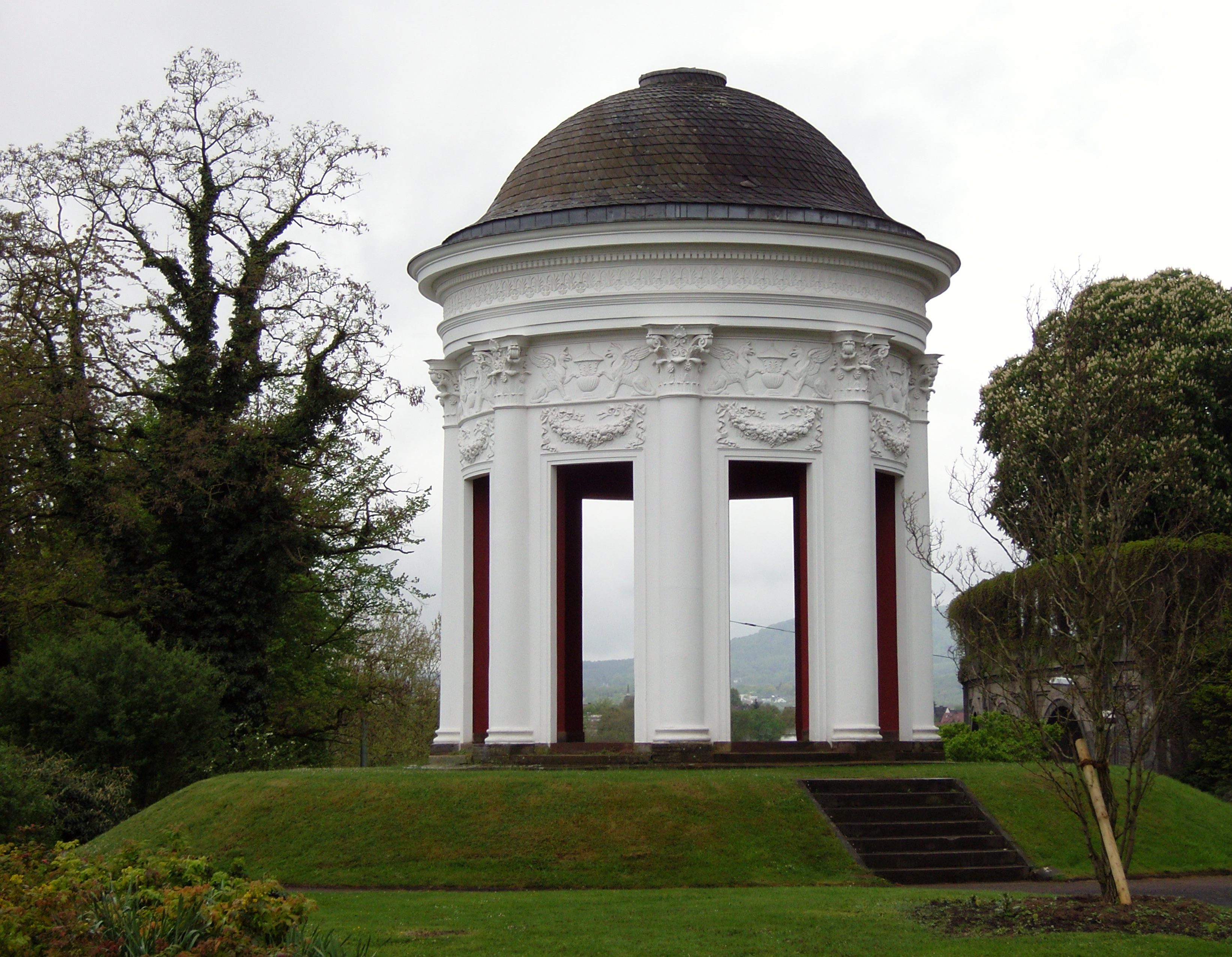
The Breakfast Pavilion (Frühstückspavillon) en Kassel
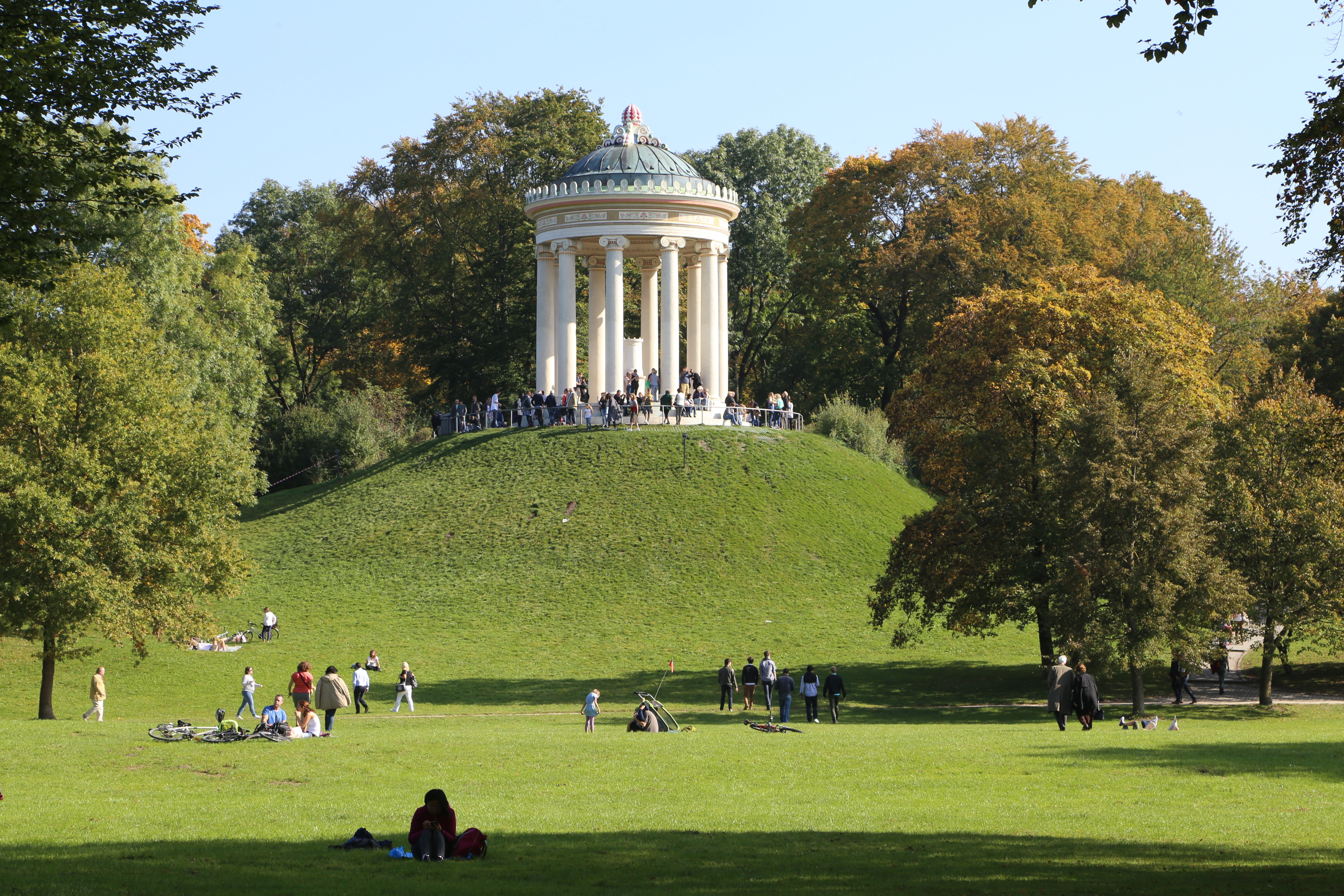
Monóptero (1832-1837) del Jardín Inglés de Múnich, obra de Leo von Klenze
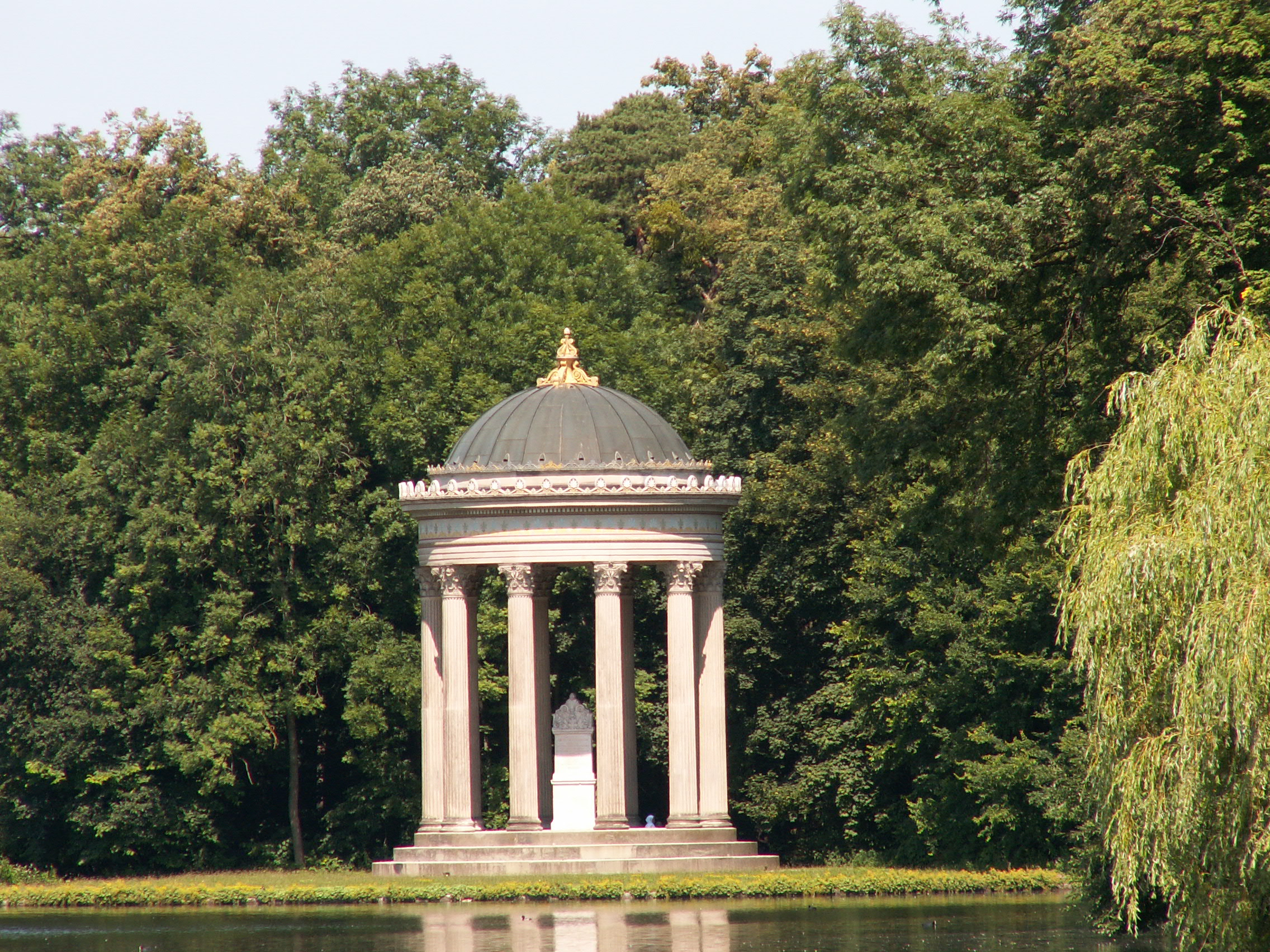
Templo de Apolo (1862-1865),en el Schlosspark Nymphenburg  en Munich, obra de Leo von Klenze

## Galería de imágenes

Monópteros
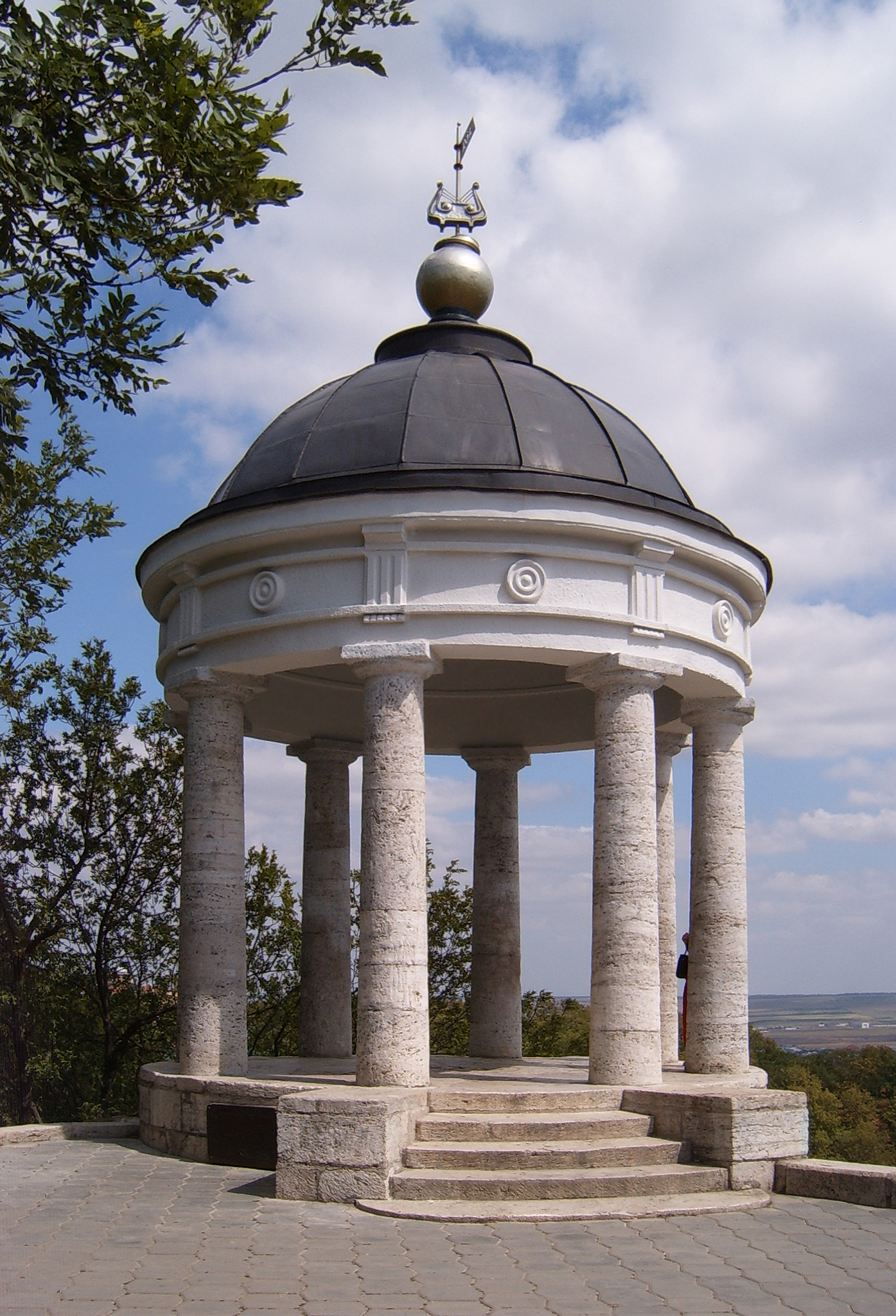
Ejemplo en Krai de Stávropol, en Rusia.
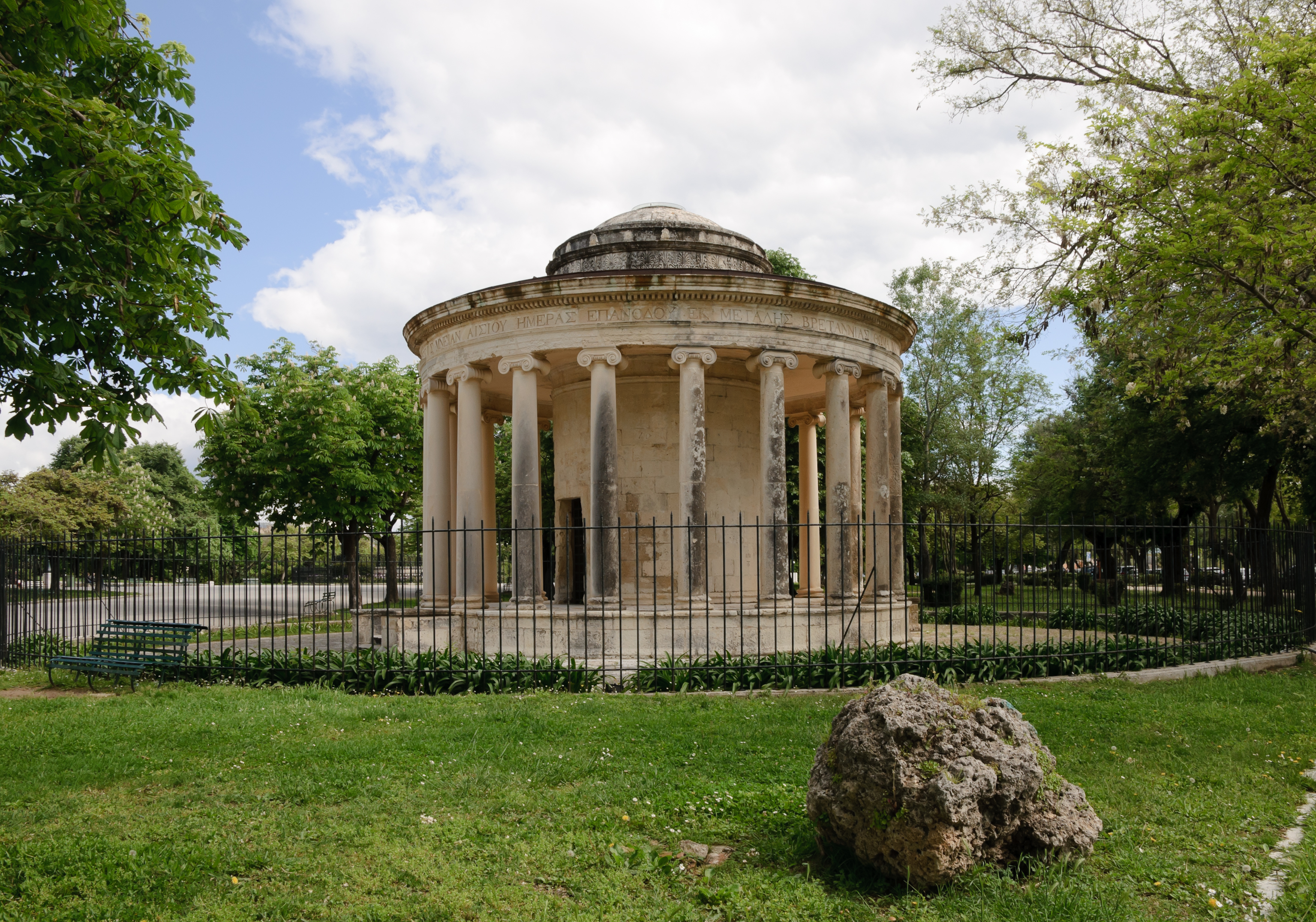
Ejemplo en Corfú.
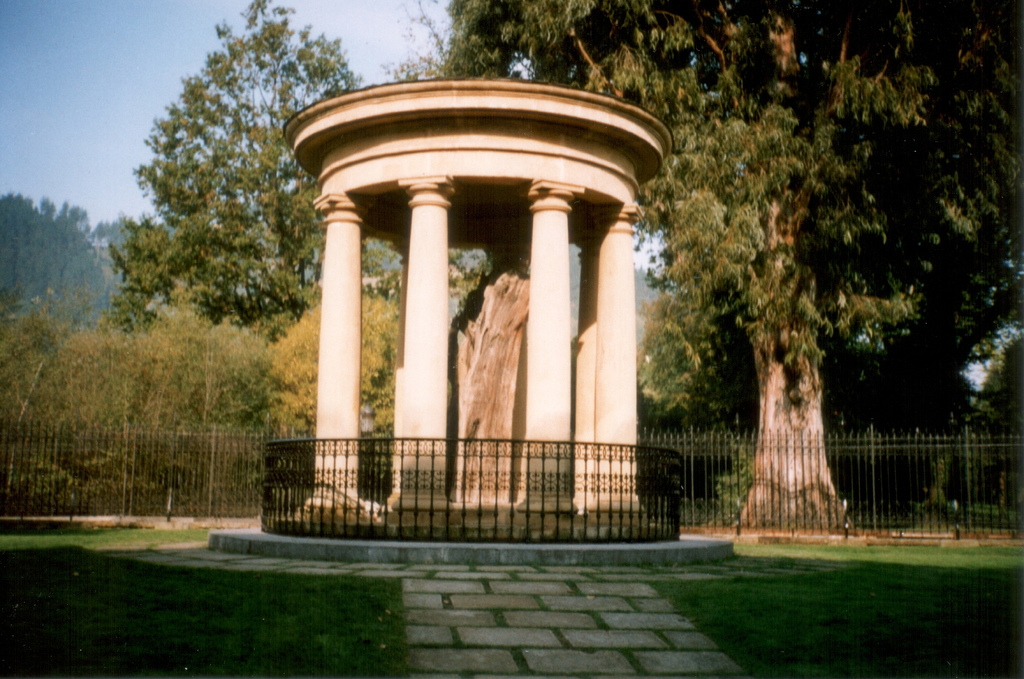
Templete protegiendo el Tronco del árbol viejo de Gernika
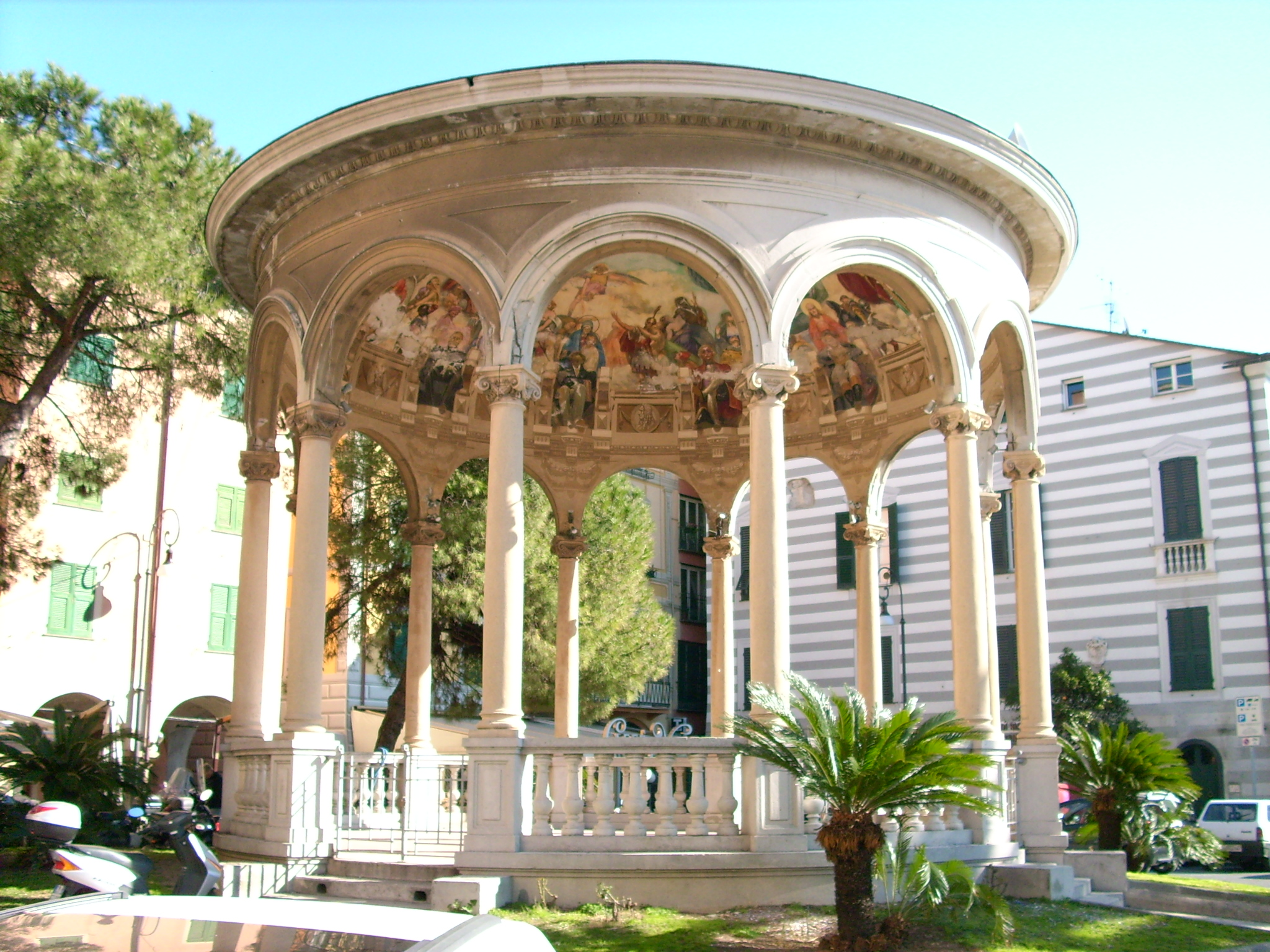
Kiosco de música en Rapallo